# Thủy triều

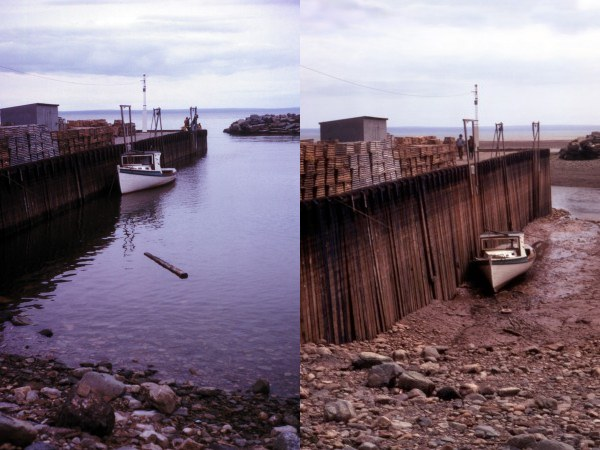
Triều lên (nước lớn) và triều xuống (nước ròng) tại vịnh Fundy.

Thủy triều là hiện tượng nước biển, nước sông... lên xuống trong một chu kỳ thời gian phụ thuộc biến chuyển thiên văn. Trong âm Hán-Việt, thủy có nghĩa là nước, còn triều là cường độ nước dâng lên và rút xuống. Sự thay đổi lực hấp dẫn từ Mặt Trăng (phần chủ yếu) và từ các thiên thể khác như Mặt Trời (phần nhỏ) tại một điểm bất kỳ trên bề mặt Trái Đất trong khi Trái Đất quay đã tạo nên hiện tượng nước dâng (triều lên thường gọi là "nước lớn") và nước rút (triều xuống tức "nước ròng") vào những khoảng thời gian nhất định trong một ngày.

## Đặc điểm

Tuần trăng và thủy triều: New moon = trăng mới. Full moon = trăng rằm. First quarter moon = trăng thượng tuần. Third quarter moon = trăng hạ tuần. Spring tide = triều cường. Neap tide= triều kém.

Những biến đổi thủy triều trải qua các giai đoạn sau:
- Triều dâng (flood tide): xảy ra khi mực nước biển dâng lên trong vài giờ, làm ngập vùng gian triều.
- Triều cao (high tide): nước dâng lên đến điểm cao nhất của nó.
- Triều xuống (ebb tide): mực nước biển hạ thấp trong vài giờ làm lộ ra vùng gian triều.
- Triều thấp : nước hạ thấp đến điểm thấp nhất của nó.

Thủy triều tạo ra các dòng chảy có tính dao động gọi là dòng triều hay triều lưu. Thời điểm mà dòng triều ngừng chuyển động được gọi là nước chùng hoặc nước đứng (slack water).
Sau đó, thủy triều đổi hướng, tạo ra sự biến đổi ngược lại. Nước đứng thường xuất hiện gần lúc mực nước triều cao hoặc triều thấp; nhưng tại một số nơi, thời gian nước đứng là khác biệt đáng kể so với thời gian triều cao hoặc triều thấp.
Hiện tượng thủy triều phổ biến nhất là bán nhật triều hoặc nhật triều, tức là hai lần nước lớn trong ngày có đỉnh không bằng nhau; chúng bao gồm mực nước lớn cao và mực nước lớn thấp trên đồ thị triều. Tương tự đối với hai lần nước ròng gồm nước ròng cao và nước ròng thấp.

## Nguyên nhân
Lực hấp dẫn của mặt trăng và lực ly tâm là nguyên nhân dẫn đến hiện tượng thủy triều. Thủy quyển có hình cầu dẹt nhưng bị kéo cao lên ở hai miền tạo thành hình ellipsoid. Một đỉnh của ellipsoid nằm trực diện với Mặt Trăng gọi là miền nước lớn thứ nhất (do lực hấp dẫn tạo ra).
Thủy triều đạt cực đại khi mà cả Mặt Trăng và Mặt Trời cùng nằm về một phía so với Trái Đất, và mức triều phía đối diện lúc đó sẽ xuống điểm cực tiểu.
Khái niệm thủy triều được mở rộng trong vật lý học dành cho chênh lệch tương tác hấp dẫn tác động lên các vật thể nằm trong tương tác hấp dẫn.

## Định nghĩa
Từ mực nước cao nhất đến thấp nhất:
- Thủy triều thiên văn cao nhất (HAT, Highest astronomical tide) – Thủy triều cao nhất có thể dự đoán là xảy ra. Lưu ý rằng các điều kiện khí tượng có thể làm gia tăng chiều cao đối với HAT.
- Trung bình nước lớn triều cường (MHWS, Mean high water springs) – Trung bình của 2 triều cao trong những ngày triều cường.
- Trung bình nước lớn triều kém (MHWN, Mean high water neaps) – Trung bình của 2 triều cao trong những ngày triều kém.
- Mực nước biển trung bình (MSL, Mean sea level) – Đây là trung bình của mực nước biển. MSL là hằng số đối với bất kỳ điểm nào trong một khoảng thời gian dài.
- Trung bình nước ròng triều kém (MLWN, Mean low water neaps) – Trung bình của 2 triều thấp trong những ngày triều kém.
- Trung bình nước ròng triều cường (MLWS, Mean low water springs) – Trung bình của 2 triều thấp trong những ngày triều cường.
- Thủy triều thiên văn thấp nhất (LAT, Lowest astronomical tide) và Chuẩn hải đồ (CD, Chart Datum) – Thủy triều thấp nhất có thể dự đoán là xảy ra. Các hải đồ hiện đại sử dụng nó như là chuẩn hải đồ. Lưu ý rằng trong những điều kiện khí tượng nhất định thì nước có thể rút xuống thấp hơn cả LAT, nghĩa là có ít nước hơn là những gì chỉ ra trên các hải đồ.[3]

## Thành phần thủy triều
Các thành phần thủy triều là kết quả ròng của nhiều ảnh hưởng tác động đến các thay đổi thủy triều trong một khoảng thời gian nhất định. Các thành phần chính bao gồm sự tự quay của Trái Đất, vị trí của Mặt Trăng và Mặt Trời so với Trái Đất, độ cao (cao độ) của Mặt Trăng so với đường xích đạo của Trái Đất và độ sâu. Các biến thiên với thời gian dưới nửa ngày được gọi là các "thành phần điều hòa". Ngược lại, các chu kỳ gồm nhiều ngày, tháng hoặc năm được gọi là các thành phần "thời gian dài".
Các lực thủy triều ảnh hưởng đến toàn bộ Trái Đất, nhưng sự chuyển động của phần Trái Đất rắn xảy ra chỉ tính bằng xentimet. Ngược lại, khí quyển linh động và dễ nén hơn nên bề mặt của nó di chuyển tính bằng kilomet, theo ý nghĩa của mức đường viền của một vùng áp suất thấp cụ thể nào đó trong bầu khí quyển ngoài.

### Thành phần bán nhật mặt trăng chính
Ở hầu hết các địa điểm, thành phần lớn nhất là "thành phần thủy triều bán nhật mặt trăng chính", còn được gọi là thành phần thủy triều M2 (hoặc M2). Thời gian của nó là khoảng 12 giờ và 25,2 phút, chính xác bằng một nửa ngày mặt trăng thủy triều, đó là thời gian trung bình chia tách một thiên đỉnh với thiên đỉnh kế tiếp của mặt trăng, và do đó là thời gian cần thiết để Trái Đất quay một vòng tương đối so với Mặt Trăng. Các đồng hồ thủy triều đơn giản theo dõi thành phần này. Ngày mặt trăng dài hơn ngày Trái Đất do Mặt Trăng quay cùng hướng với sự tự quay của Trái Đất. Điều này tương tự như kim phút trên đồng hồ vượt qua kim giờ vào lúc 12h00 và sau đó lại vượt qua một lần nữa vào khoảng 1h05½ mà không phải vào lúc 1h00.
Mặt Trăng quay quanh Trái Đất theo cùng hướng với sự tự quay quanh trục của Trái Đất, vì thế phải mất hơn một ngày một chút, khoảng 24 giờ 50 phút để Mặt Trăng quay trở lại cùng một vị trí trên bầu trời. Trong khoảng thời gian này, nó đã vượt qua đỉnh đầu (trung thiên) một lần và dưới chân một lần (ở góc giờ lần lượt là 00:00 và 12:00), do đó ở nhiều nơi, chu kỳ lực thủy triều mạnh nhất là như đã đề cập ở trên là khoảng 12 giờ 25 phút. Thời điểm thủy triều cao nhất không nhất thiết phải là khi Mặt Trăng ở gần thiên đỉnh hoặc thiên để, nhưng chu kỳ lực thủy triều vẫn xác định thời gian giữa các triều cao.
Do trường hấp dẫn do Mặt Trăng tạo ra bị suy yếu theo khoảng cách đến Mặt Trăng, nên lực tác động hơi mạnh hơn một chút so với mức trung bình tại phía Trái Đất đối diện với Mặt Trăng và lực tác động hơi yếu hơn một chút ở phía bên kia (phía xa Mặt Trăng). Vì thế, Mặt Trăng có xu hướng "kéo giãn" Trái Đất một chút dọc theo đường nối giữa hai thiên thể. Trái Đất rắn chỉ biến dạng một chút, nhưng nước biển là chất lỏng có thể tự do di chuyển nhiều hơn để phản ứng với lực thủy triều, cụ thể là theo chiều ngang. Khi Trái Đất tự quay, cường độ và hướng của lực thủy triều tại bất kỳ điểm cụ thể nào trên bề mặt Trái Đất đều thay đổi liên tục; mặc dù đại dương không bao giờ đạt đến trạng thái cân bằng, do không bao giờ có thời gian để chất lỏng "bắt kịp" với trạng thái mà cuối cùng nó phải đạt được nếu lực thủy triều không đổi, tuy nhiên lực thủy triều luôn thay đổi gây ra các thay đổi nhịp nhàng trong chiều cao mặt nước biển.
Khi có hai triều cao mỗi ngày với các độ cao khác nhau (và hai triều thấp cũng có các độ cao khác nhau), mô hình này được gọi là bán nhật triều hỗn hợp.

### Phạm vi biến đổi: Triều cường và Triều kém

Hình động mô phỏng thủy triều khi Mặt Trăng quay quanh Trái Đất với Mặt Trời ở bên phải

Phạm vi bán nhật (chênh lệch độ cao giữa nước lớn và nước ròng trong khoảng nửa ngày) thay đổi theo chu kỳ hai tuần. Khoảng hai lần mỗi tháng, vào khoảng trăng mới và trăng tròn khi Mặt Trời, Mặt Trăng và Trái Đất tạo thành một đường thẳng (một cấu hình được gọi là sóc vọng) thì lực thủy triều mặt trời tăng cường cho lực thủy triều mặt trăng. Phạm vi của thủy triều là tối đa; nó được gọi là triều cường (spring tide).
Khi Mặt Trăng là thượng huyền hoặc hạ huyền, Mặt Trời và Mặt Trăng cách nhau 90° khi nhìn từ Trái Đất và lực thủy triều mặt trời sẽ triệt tiêu một phần lực thủy triều mặt trăng. Tại những điểm này trong chu kỳ trăng, phạm vi của thủy triều ở mức tối thiểu; nó được gọi là triều kém hay triều nhược (neap tide).
Triều cường dẫn tới các nước lớn cao hơn mức nước lớn trung bình và các nước ròng thấp hơn mức nước ròng trung bình, thời gian nước đứng ngắn hơn mức trung bình và dòng triều mạnh hơn mức trung bình. Triều kém dẫn đến các điều kiện triều ít tột độ hơn. Khoảng thời gian khoảng 7 ngày giữa một triều cường và một triều kém.

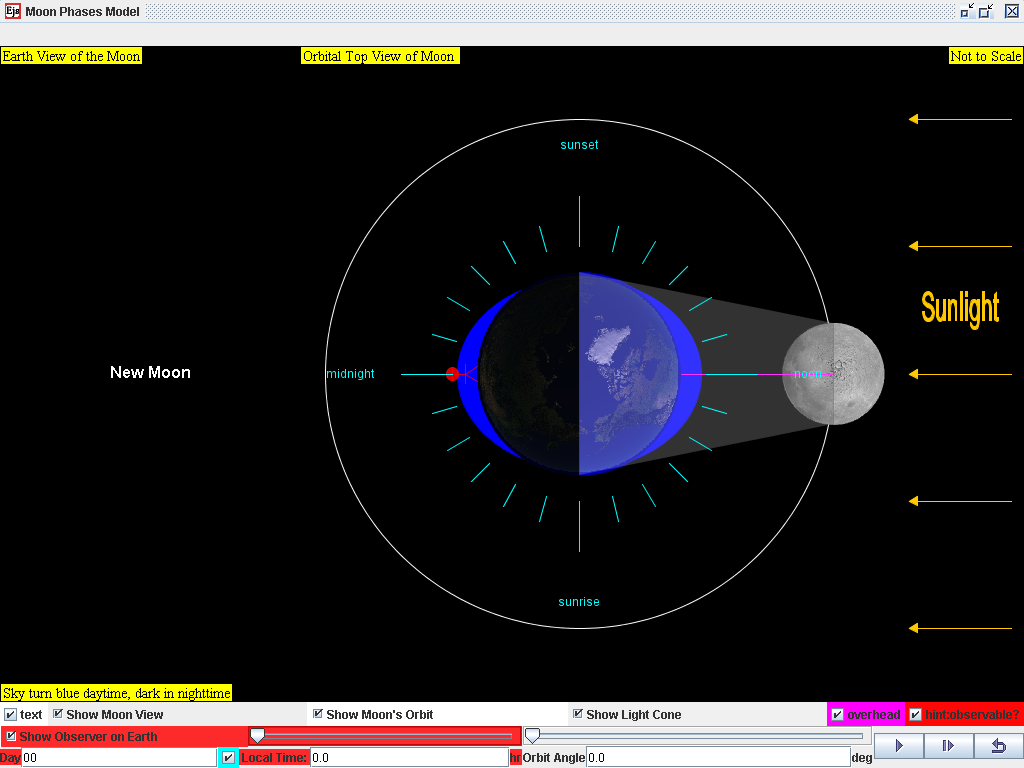
Triều cường: Mặt Trời và Mặt Trăng cùng một phía (0°).
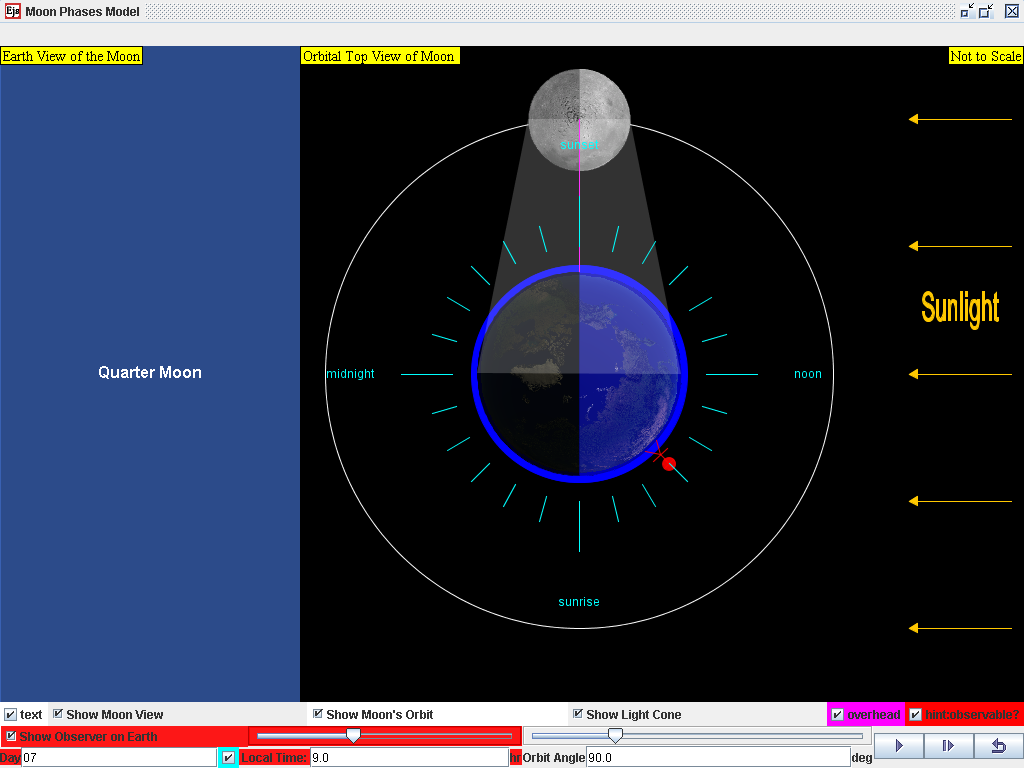
Triều kém: Mặt Trời và Mặt Trăng cách nhau 90°.
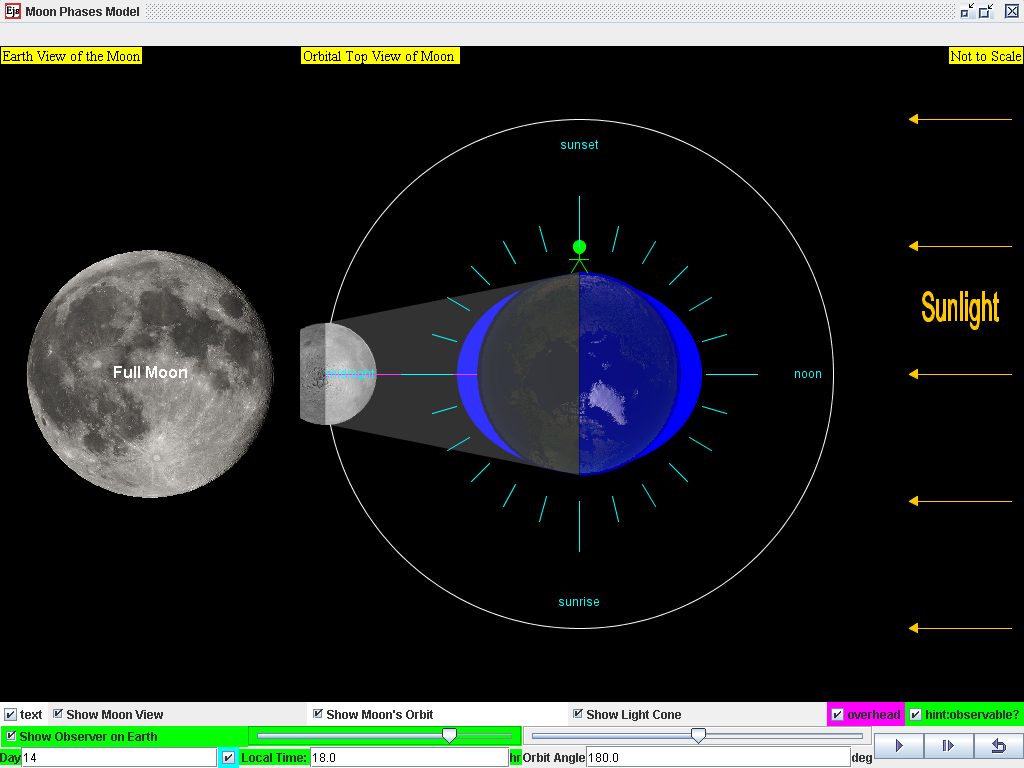
Triều cường: Mặt Trời và Mặt Trăng ở hai phía đối nhau (180°).
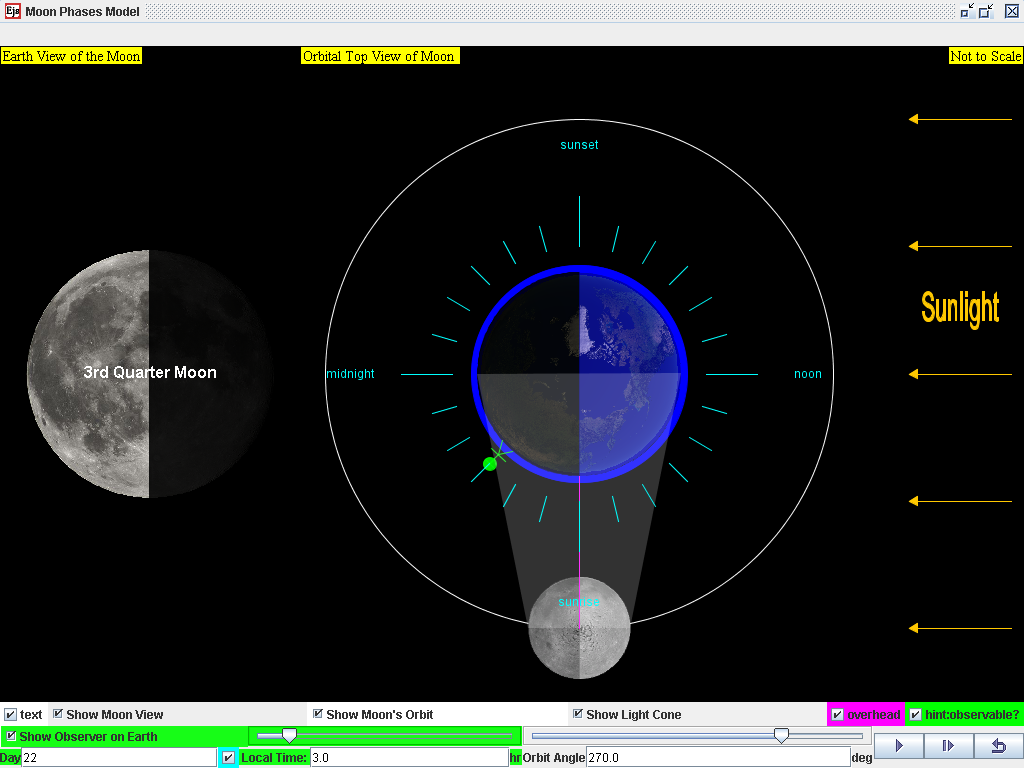
Triều kém: Mặt Trời và Mặt Trăng cách nhau 270°.
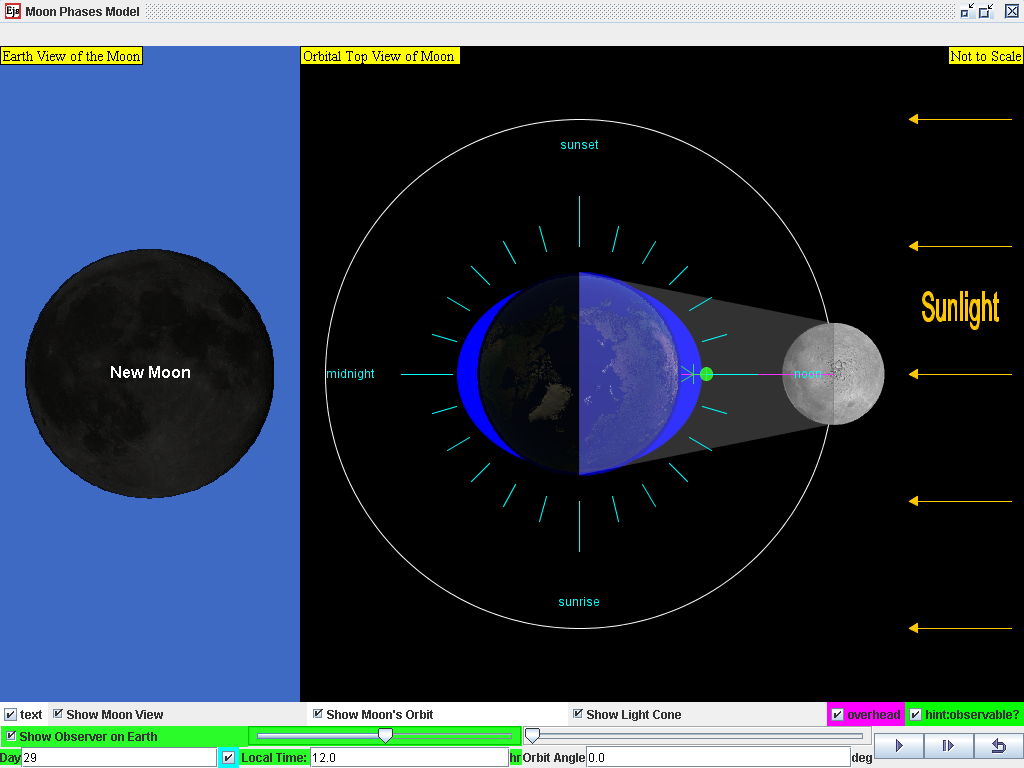
Triều cường: Mặt Trời và Mặt Trăng cùng một phía (chu kỳ bắt đầu trở lại)

### Độ cao mặt trăng

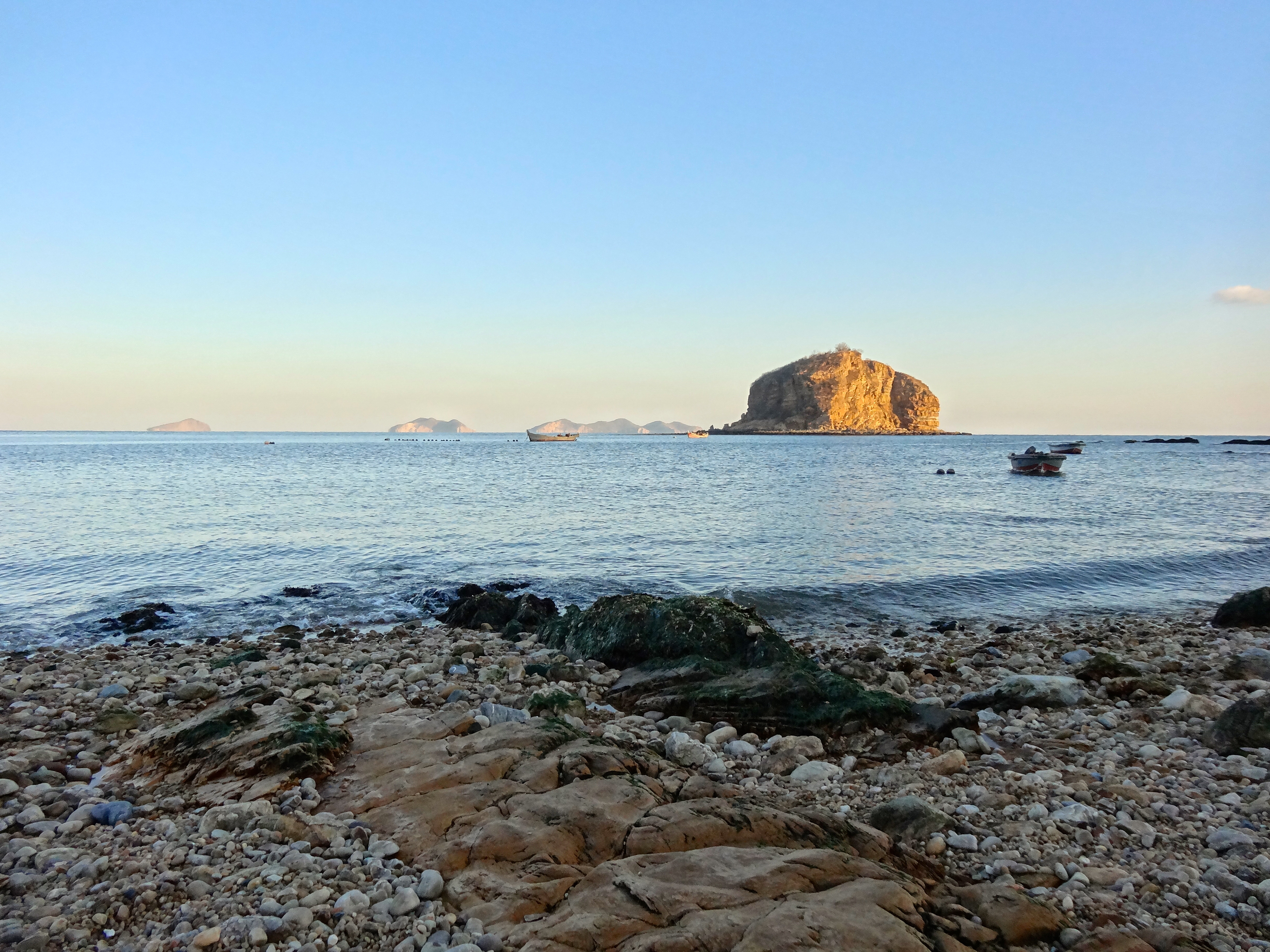
Triều thấp tại khu danh lam thắng cảnh đảo Bổng Chủy, Đại Liên, tỉnh Liêu Ninh, Trung Quốc.

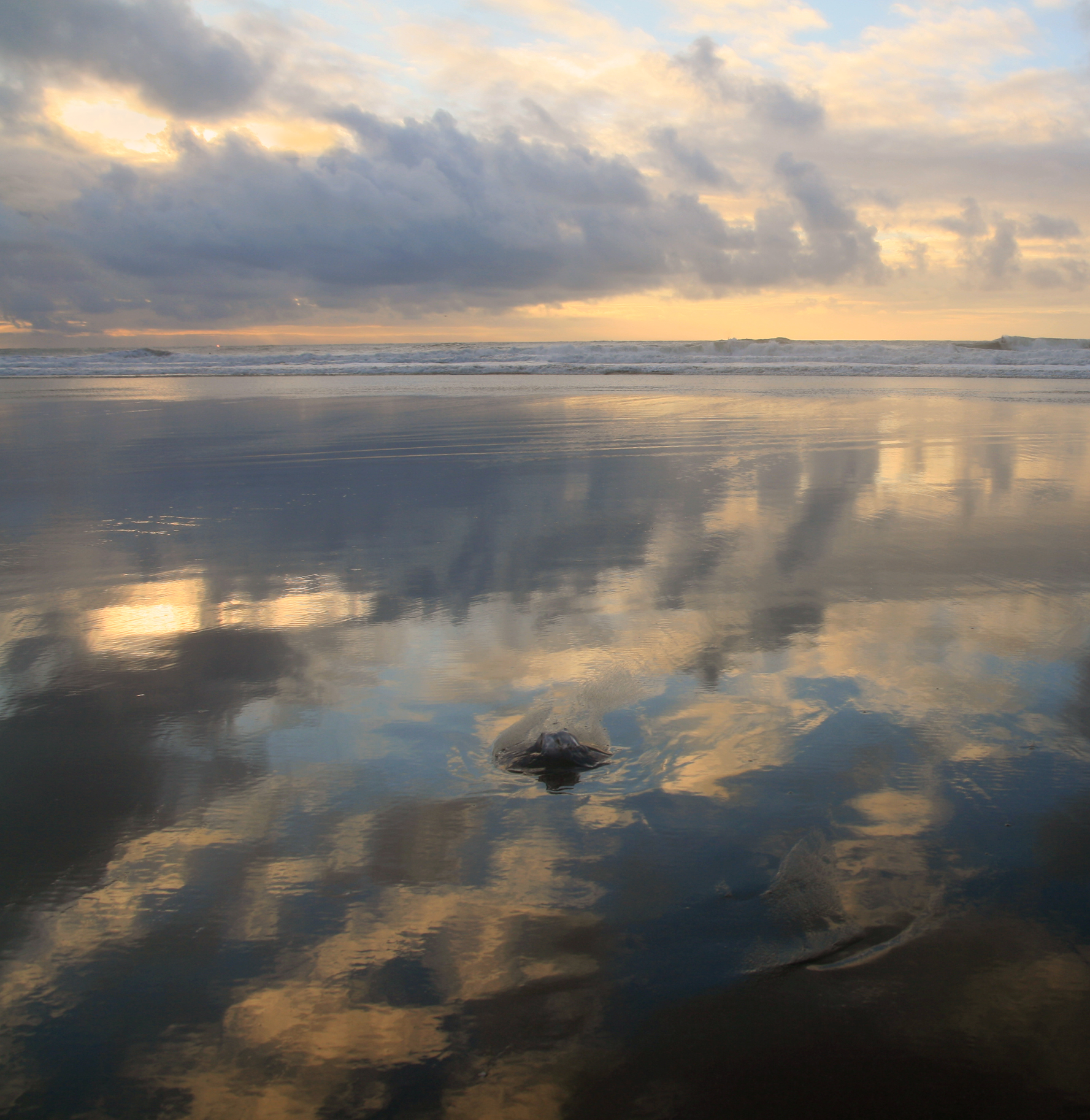
Triều thấp tại Ocean Beach ở San Francisco, California, Hoa Kỳ.

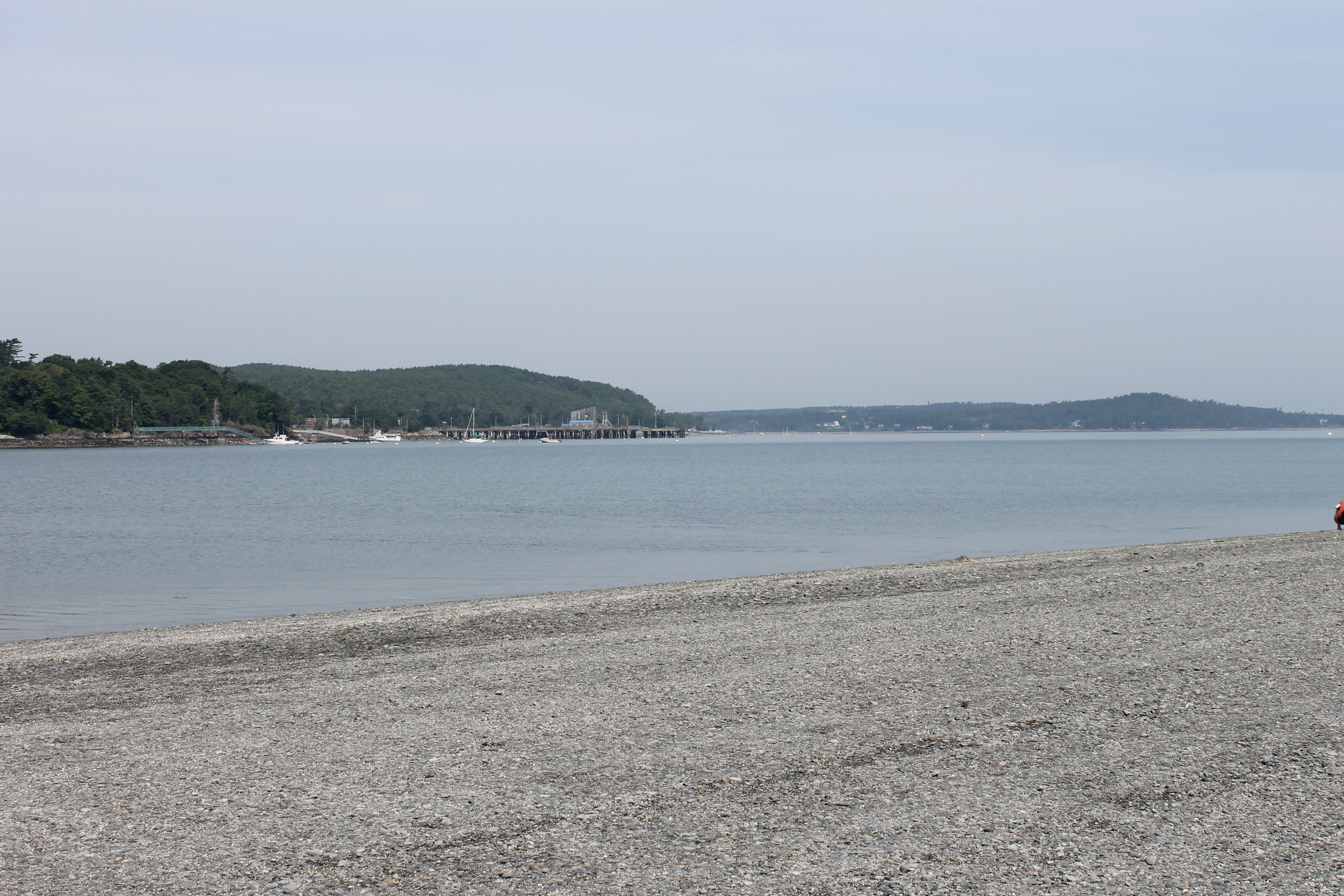
Triều thấp tại Cảng Bar, Maine, Hoa Kỳ năm 2014.

Khoảng cách thay đổi ngăn cách Mặt Trăng và Trái Đất cũng ảnh hưởng đến độ cao của thủy triều. Khi Mặt Trăng ở gần nhất, tại điểm cận địa, phạm vi sẽ tăng và khi nó ở điểm viễn địa, phạm vi sẽ giảm. Mỗi 7+1⁄2 chu kỳ trăng (chu kỳ đầy đủ từ trăng tròn đến trăng mới rồi trăng tròn), điểm cận địa trùng với một trăng mới hoặc một trăng tròn gây ra triều cường điểm cận địa với phạm vi thủy triều lớn nhất. Ngay cả khi mạnh nhất, lực này vẫn là yếu, gây ra các khác biệt thủy triều nhiều nhất chỉ cỡ vài xentimet.

### Thành phần khác
Chúng bao gồm các hiệu ứng hấp dẫn mặt trời, độ nghiêng (độ xiên) của xích đạo và trục tự quay của Trái Đất, độ nghiêng của mặt phẳng quỹ đạo mặt trăng và hình dạng elip của quỹ đạo Trái Đất xung quanh Mặt Trời.
Thủy triều hỗn hợp sinh ra từ sự tương tác nước nông của hai sóng mẹ của nó.

### Pha và biên độ

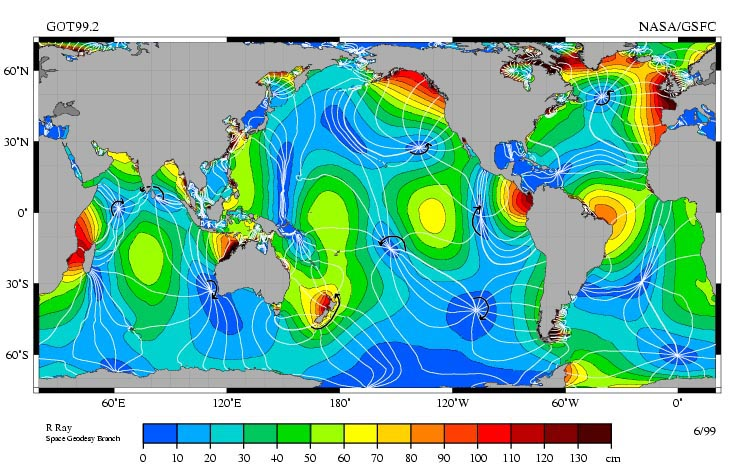
Thành phần thủy triều M_{2}. Biên độ được biểu thị bằng màu và các vạch trắng là các đồng pha thủy triều khác biệt nhau 1 giờ. Các màu chỉ ra nơi thủy triều tột độ nhất (nước lớn cao nhất, nước ròng thấp nhất), với màu lam là ít tột độ. Trong gần một chục điểm trên bản đồ này, các đường hội tụ. Lưu ý tại mỗi nơi này những màu bao quanh là màu lam, chỉ ra rằng thủy triều là nhỏ hoặc không có. Các khu vực hội tụ này được gọi là giao điểm thủy triều. Các vòng cung cong xung quanh các giao điểm thủy triều chỉ ra hướng của thủy triều, mỗi điểm chỉ ra khoảng chu kỳ đồng bộ 6 giờ. Phạm vi thủy triều nói chung tăng tương ứng theo khoảng cách từ các giao điểm thủy triều. Các sóng thủy triều di chuyển xung quanh các điểm này, thường ngược chiều kim đồng hồ ở Bắc bán cầu và theo chiều kim đồng hồ ở Nam bán cầu.

Vì thành phần thủy triều M2 chiếm ưu thế ở hầu hết các địa điểm, nên giai đoạn hoặc pha của thủy triều, được biểu thị theo thời gian tính bằng giờ sau nước lớn, là một khái niệm hữu ích. Pha thủy triều cũng được đo bằng độ, với 360° mỗi chu kỳ thủy triều. Các đường của pha thủy triều không đổi được gọi là đường đồng pha thủy triều (cotidal line), tương tự như đường đồng mức có độ cao không đổi trên bản đồ địa hình và khi được vẽ ở dạng bản đồ đồng pha thủy triều hoặc biểu đồ đồng pha thủy triều. Nước lớn đồng thời đạt được dọc theo các đường đồng pha thủy triều mở rộng từ bờ biển vào đại dương, và các đường đồng pha thủy triều (và vì thế là các pha thủy triều) tiến dọc theo bờ biển. Các thành phần pha bán nhật triều và pha dài được đo từ mực nước lớn, pha nhật triều từ ngập triều tối đa. Điều này và thảo luận dưới đây chỉ là chính xác đúng cho một thành phần thủy triều duy nhất.
Đối với một đại dương có hình dạng của một lưu vực hình tròn được bao bọc bởi một đường bờ biển, các đường đồng pha thủy triều hướng thẳng vào bên trong và cuối cùng phải gặp nhau tại một điểm chung là giao điểm thủy triều hay điểm amphidromos. Điểm amphidromos cùng lúc là đồng pha thủy triều với nước lớn và nước ròng, được thỏa mãn bởi chuyển động thủy triều bằng không (Trường hợp ngoại lệ hiếm xảy ra khi thủy triều bao quanh một hòn đảo, như xung quanh New Zealand, Iceland và Madagascar). Chuyển động thủy triều thường giảm bớt khi di chuyển ra xa các bờ biển lục địa, sao cho vượt qua các đường đồng pha thủy triều là các đường đồng mức của biên độ không đổi (một nửa khoảng cách giữa nước lớn và nước ròng) giảm xuống 0 tại giao điểm thủy triều. Đối với bán nhật triều, giao điểm thủy triều có thể được coi là gần giống như tâm của mặt đồng hồ, với kim giờ chỉ theo hướng của đường đồng pha thủy triều nước lớn, nằm ngược hướng với đường đồng pha thủy triều nước ròng. Nước lớn xoay quanh giao điểm thủy triều mỗi lần khoảng 12 giờ theo hướng các đường đồng pha thủy triều nước lên và cách xa các đường đồng pha thủy triều nước xuống. Sự quay này, gây ra bởi hiệu ứng Coriolis, nói chung theo chiều kim đồng hồ ở Nam bán cầu và ngược chiều kim đồng hồ ở Bắc bán cầu. Chênh lệch pha của đồng pha thủy triều so với thủy triều tham chiếu gọi là khoảng pha (epoch). Thủy triều tham chiếu là thành phần "thủy triều cân bằng" giả định trên Trái Đất không có đất liền được đo ở kinh độ 0° hay kinh tuyến Greenwich.
Ở Bắc Đại Tây Dương, do các đường đồng pha thủy triều lưu thông ngược chiều kim đồng hồ xung quanh giao điểm thủy triều, nên triều cao qua cảng New York khoảng một giờ trước cảng Norfolk. Phía nam mũi Hatteras, các lực thủy triều phức tạp hơn và không thể dự đoán một cách đáng tin cậy dựa trên các đường đồng pha thủy triều Bắc Đại Tây Dương.

## Vật lý

### Lịch sử vật lý thủy triều
Nghiên cứu vật lý thủy triều là quan trọng trong sự phát triển ban đầu của cơ học thiên thể, với sự tồn tại của bán nhật triều được giải thích bởi lực hấp dẫn của Mặt Trăng. Sau đó nhật triều được giải thích chính xác hơn bởi sự tương tác của lực hấp dẫn của Mặt Trăng và Mặt Trời.
Seleukos xứ Seleucia đưa ra lý thuyết vào khoảng năm 150 TCN cho rằng thủy triều là do Mặt Trăng gây ra. Ảnh hưởng của Mặt Trăng đến các vùng nước cũng được đề cập trong Tetrabiblos của Ptolemy.
Trong De temporum ratione (Đoán định của Thời gian) viết năm 725 Bede liên kết bán nhật triều và hiện tượng thay đổi độ cao thủy triều với Mặt Trăng và các pha của nó. Bede bắt đầu bằng cách lưu ý rằng thủy triều lên xuống chậm khoảng 4/5 giờ mỗi ngày, giống như Mặt Trăng mọc và lặn chậm khoảng 4/5 giờ mỗi ngày. Ông tiếp tục nhấn mạnh rằng trong hai tháng âm lịch (59 ngày) thì Mặt Trăng vòng quanh Trái Đất 57 lần và có 114 thủy triều. Bede sau đó quan sát thấy rằng chiều cao của thủy triều thay đổi theo tháng. Các thủy triều ngày càng tăng được ông gọi là malinae và các thủy triều ngày càng giảm là ledones và mỗi tháng được chia thành bốn phần gồm 7 hoặc 8 ngày với các malinae và ledones xen kẽ. Trong cùng một đoạn, ông cũng lưu ý đến tác động của gió trong kìm hãm thủy triều. Bede cũng ghi nhận rằng thời gian thủy triều thay đổi theo từng vị trí. Về phía bắc nơi ở của Bede (Monkwearmouth) thủy triều đến sớm hơn, còn về phía nam thì muộn hơn. Ông giải thích rằng thủy triều "rời bỏ những bờ biển này cốt để có thể tràn vào nhiều hơn ở những [bờ biển] khác khi nó đến đó", lưu ý rằng "Mặt trăng báo hiệu sự dâng lên của thủy triều ở đây, báo hiệu sự rút xuống của nó ở các khu vực khác cách xa khu vực này khoảng một phần tư bầu trời".
Sự hiểu biết thời trung cổ về thủy triều chủ yếu dựa trên các tác phẩm của các nhà thiên văn Hồi giáo, trở thành có sẵn thông qua bản dịch tiếng Latinh bắt đầu từ thế kỷ thứ 12. Abu Ma'shar (mất khoảng năm 886), trong cuốn Introductorium in astronomiam (Giới thiệu về thiên văn học) của ông, đã chỉ ra rằng triều xuống và triều lên là do Mặt Trăng gây ra. Abu Ma'shar đã thảo luận về các ảnh hưởng của gió và các pha Mặt Trăng tương đối so với Mặt Trời lên các thủy triều. Vào thế kỷ 12, Nur ad-Din al-Bitruji (mất khoảng năm 1204) quan niệm rằng thủy triều là do sự luân chuyển chung của các thiên thể.
Simon Stevin trong De spiegheling der Ebbenvloet (Thuyết về triều xuống và triều lên) năm 1608, đã bác bỏ một lượng lớn các quan niệm sai lầm vẫn còn tồn tại khi đó về triều xuống và triều lên. Stevin đã biện hộ cho ý tưởng cho rằng sự hấp dẫn của Mặt Trăng chịu trách nhiệm về thủy triều và đã phát biểu bằng các thuật ngữ rõ ràng về triều xuống, triều lên, triều cường và triều kém, nhấn mạnh rằng cần có thêm các nghiên cứu tiếp theo.
Năm 1609 Johannes Kepler cũng gợi ý chính xác rằng lực hấp dẫn của Mặt Trăng gây ra thủy triều, dựa theo những quan sát và tương quan cổ xưa.
Galileo Galilei trong Dialogo sopra i due massimi sistemi del mondo (Đối thoại liên quan đến hai hệ thế giới chính) năm 1632, trong phần Đối thoại về thủy triều, đã đưa ra lời giải thích về thủy triều. Tuy nhiên, thuyết tạo ra là không chính xác khi ông gán thủy triều cho sự chuyển động sóng sánh của nước do chuyển động của Trái Đất quanh Mặt Trời. Ông hy vọng sẽ cung cấp bằng chứng cơ học về sự chuyển động của Trái Đất. Giá trị của thuyết thủy triều của ông bị tranh cãi. Galileo đã từ chối diễn giải về thủy triều của Kepler.
Isaac Newton (1642-1727) là người đầu tiên giải thích thủy triều là sản phẩm của lực hấp dẫn từ các khối thiên văn. Diễn giải của ông về thủy triều (và nhiều hiện tượng khác) đã được xuất bản trong Principia (1687) và sử dụng thuyết hấp dẫn vạn vật của ông để giải thích sức hấp dẫn của mặt trăng và mặt trời là nguồn gốc của các lực tạo ra thủy triều.
Newton và các tác giả khác trước Pierre-Simon Laplace đã giải quyết vấn đề từ góc độ của một hệ tĩnh (thuyết cân bằng), đưa ra một phép tính gần đúng mô tả các thủy triều có thể xảy ra trong một đại dương phi quán tính bao phủ toàn bộ Trái Đất. Lực tạo thủy triều (hoặc thế năng tương ứng của nó) vẫn phù hợp với thuyết thủy triều, nhưng như là một đại lượng trung gian (hàm cưỡng bức) chứ không phải là kết quả cuối cùng; thuyết này cũng phải xem xét phản ứng thủy triều động lực đã tích lũy của Trái Đất đối với các lực áp vào, với phản ứng này chịu ảnh hưởng của độ sâu đại dương, sự tự quay của Trái Đất và các yếu tố khác.
Năm 1740, Viện Hàn lâm Khoa học Pháp ở Paris đã trao giải cho tiểu luận lý thuyết tốt nhất về thủy triều. Daniel Bernoulli, Leonhard Euler, Colin Maclaurin và Antoine Cavalleri đã cùng nhau chia giải thưởng này.
Maclaurin đã sử dụng thuyết của Newton để chỉ ra rằng một quả cầu nhẵn được bao phủ bởi một đại dương đủ sâu dưới tác động của lực thủy triều từ một vật thể gây biến dạng duy nhất là một hình phỏng cầu thuôn dài (về bản chất là hình bầu dục ba chiều) với trục chính hướng về vật thể gây biến dạng. Maclaurin là người đầu tiên viết về các hiệu ứng tự quay của Trái Đất khi chuyển động. Euler nhận ra rằng thành phần chiều ngang của lực thủy triều (chứ không phải thành phần chiều dọc) dẫn dắt thủy triều. Năm 1744 Jean le Rond d'Alembert đã nghiên cứu các phương trình thủy triều đối với khí quyển không bao gồm sự tự quay.
Vào năm 1770 thuyền ba buồm HMS Endeavour của James Cook đã mắc cạn tại Rạn san hô Great Barrier. Những cố gắng đã thực hiện để làm nổi nó trong thủy triều kế tiếp đã thất bại, nhưng thủy triều sau đó đã nâng nó lên một cách dễ dàng. Trong khi con thuyền được sửa chữa ở cửa sông Endeavour Cook đã quan sát các thủy triều trong khoảng thời gian 7 tuần. Vào lúc triều kém, cả hai thủy triều trong ngày đều tương tự nhau, nhưng vào lúc triều cường thì thủy triều đã tăng 7 foot (2,1 m) vào buổi sáng nhưng 9 foot (2,7 m) vào buổi chiều.
Pierre-Simon Laplace đã xây dựng một hệ thống các phương trình vi phân riêng phần liên quan đến dòng chảy ngang của đại dương với chiều cao bề mặt của nó, là thuyết động lực học đầu tiên cho thủy triều. Các phương trình thủy triều Laplace vẫn còn được sử dụng cho đến nay. William Thomson, Nam tước Kelvin thứ nhất đã viết lại các phương trình của Laplace theo các thuật ngữ của độ xoáy cho ra các lời giải mô tả các sóng bị mắc kẹt ven bờ, được gọi là sóng Kelvin.
Những người khác, bao gồm Kelvin và Henri Poincaré, tiếp tục phát triển thuyết của Laplace. Dựa trên những phát triển này và thuyết mặt trăng của E. W. Brown mô tả các chuyển động của Mặt Trăng, Arthur Thomas Doodson đã phát triển và công bố năm 1921 sự phát triển hiện đại đầu tiên của thế năng tạo ra thủy triều ở dạng hài hòa: Doodson phân biệt 388 tần số thủy triều. Một số phương pháp của ông vẫn được sử dụng.

### Lực
Lực thủy triều được tạo ra bởi một thiên thể lớn (ở đây là Mặt Trăng) trên một hạt nhỏ nằm trên hoặc nằm trong một thiên thể rộng lớn (ở đây là Trái Đất) là sự khác biệt vectơ giữa lực hấp dẫn do Mặt Trăng tác dụng lên hạt và lực hấp dẫn tác dụng lên hạt này nếu như nó nằm ở tâm khối của Trái Đất.
Trong khi vi tác động bởi một thiên thể lên Trái Đất thay đổi tỷ lệ nghịch với bình phương khoảng cách của nó tới Trái Đất, thì lực thủy triều cực đại lại thay đổi tỷ lệ nghịch, một cách gần đúng, với lập phương của khoảng cách này.
Nếu lực thủy triều do mỗi thiên thể gây ra thay vì thế mà bằng với lực hấp dẫn toàn phần của nó (tất nhiên không phải như thế, do sự rơi tự do của toàn bộ Trái Đất chứ không chỉ mỗi các đại dương về phía các thiên thể này) thì một mô hình khác biệt của lực thủy triều sẽ được quan sát, chẳng hạn ảnh hưởng từ Mặt Trời mạnh hơn nhiều so với từ Mặt Trăng: Lực hấp dẫn của Mặt Trời lên Trái Đất mạnh hơn trung bình 179 lần so với lực hấp dẫn của Mặt Trăng, nhưng do Mặt Trời cách Trái Đất trung bình 389 lần so với khoảng cách từ Mặt Trăng tới Trái Đất, nên độ dốc trường của nó yếu hơn. Lực thủy triều mặt trời chỉ bằng khoảng 46% lực thủy triều mặt trăng. Chính xác hơn thì gia tốc thủy triều mặt trăng (dọc theo trục Trái Đất - Mặt Trăng, ở bề mặt Trái Đất) là khoảng 1,1 × 107 g, trong khi gia tốc thủy triều mặt trời (dọc theo trục Mặt Trời - Trái Đất, ở bề mặt Trái Đất) là khoảng 0,52 × 107 g, trong đó g là gia tốc hấp dẫn ở bề mặt Trái Đất. Sao Kim có tác động lớn nhất trong số các hành tinh khác, bằng 0,000113 lần tác động của Mặt Trời, vì thế tác động thủy triều của các hành tinh trong hệ Mặt Trời có thể bỏ qua. Hệ thống Trái Đất, Mặt Trăng và Mặt Trời là một ví dụ về vấn đề ba vật thể và không có biểu thức dạng đóng toán học chính xác về sự phụ thuộc lẫn nhau của chúng.

Trường vi phân hấp dẫn mặt trăng ở bề mặt Trái Đất được gọi là lực thủy triều. Đây là cơ chế chính điều khiển tác động thủy triều và giải thích cho 2 phồng thủy triều đẳng thế, mô tả 2 nước lớn mỗi ngày.

Bề mặt đại dương là xấp xỉ một bề mặt đẳng thế (bỏ qua các dòng hải lưu), thường được gọi là geoid (geoit, thể địa cầu). Do lực hấp dẫn bằng với gradient thế năng, nên không có lực tiếp tuyến trên bề mặt như vậy, vì thế bề mặt đại dương ở trạng thái cân bằng hấp dẫn. Bây giờ hãy xem xét ảnh hưởng của các thiên thể lớn bên ngoài như Mặt Trăng và Mặt Trời. Những thiên thể này có các trường hấp dẫn mạnh nhưng giảm dần theo khoảng cách và tác động để thay đổi hình dạng của bề mặt đẳng thế trên Trái Đất. Biến dạng này có định hướng không gian cố định tương đối với thiên thể gây ảnh hưởng. Sự tự quay của Trái Đất so với hình dạng này gây ra chu kỳ thủy triều hàng ngày. Bề mặt đại dương di chuyển do đẳng thế thủy triều thay đổi, tăng lên khi thế năng thủy triều cao, xảy ra trên các phần của Trái Đất gần nhất và xa nhất từ Mặt Trăng. Khi đẳng thế thủy triều thay đổi, bề mặt đại dương không còn phù hợp với nó, do đó mà thấy hướng rõ ràng của dịch chuyển dọc. Bề mặt khi đó trải qua một đường dốc xuống, theo hướng mà đẳng thế đã tăng lên.

### Các phương trình thủy triều Laplace
Độ sâu của đại dương nhỏ hơn nhiều so với phạm vi bề ngang của chúng. Do đó, phản ứng đối với lực thủy triều có thể được mô hình hóa bằng cách sử dụng các phương trình thủy triều Laplace kết hợp các đặc tính sau:
1. Vận tốc dọc (hoặc xuyên tâm) không đáng kể và không có gió đứt dọc - đây là dòng chảy thành lớp.
2. Lực chỉ là nằm ngang (tiếp tuyến).
3. Hiệu ứng Coriolis xuất hiện dưới dạng lực quán tính tác động theo hướng sang bên của dòng chảy và tỷ lệ thuận với vận tốc.
4. Tốc độ thay đổi chiều cao bề mặt tỷ lệ thuận với độ phân kỳ âm của vận tốc nhân với độ sâu. Do vận tốc ngang kéo giãn hoặc nén ép đại dương như một lớp, nên dung lượng tương ứng là mỏng đi hoặc dày lên.

Các điều kiện biên cho thấy không có dòng chảy ngang qua đường bờ biển và trượt tự do ở đáy.
Hiệu ứng Coriolis (lực quán tính) lái các dòng chảy về phía xích đạo sang phía tây và các dòng chảy ra xa xích đạo sang phía đông, cho phép các sóng bị kẹt ở bờ biển. Cuối cùng, thuật ngữ tiêu tan có thể được thêm vào và nó là tương tự như độ nhớt.

### Biên độ và thời gian chu kỳ
Biên độ lý thuyết của thủy triều đại dương do Mặt Trăng gây ra là khoảng 54 xentimét (21 in) tại điểm cao nhất, tương ứng với biên độ có thể đạt được nếu đại dương có độ sâu đồng đều, không có các vùng đất, và Trái Đất tự quay đều bước với quỹ đạo của Mặt Trăng. Mặt Trời gây ra thủy triều tương tự, trong đó biên độ lý thuyết là khoảng 25 xentimét (9,8 in) (46% của Mặt Trăng) với thời gian chu kỳ là 12 giờ. Khi triều cường, hai tác động này bổ sung cho nhau ở mức độ lý thuyết là 79 xentimét (31 in), trong khi ở triều kém, biên độ lý thuyết bị giảm xuống còn 29 xentimét (11 in). Vì quỹ đạo của Trái Đất xung quanh Mặt Trời và quỹ đạo của Mặt Trăng xung quanh Trái Đất có hình elip nên biên độ thủy triều thay đổi phần nào do khoảng cách Trái Đất - Mặt Trời và Mặt Trăng - Trái Đất biến động. Điều này gây ra sự biến động trong lực thủy triều và biên độ lý thuyết khoảng ± 8% đối với Mặt Trăng và ±5% đối với Mặt Trời. Nếu cả Mặt Trời và Mặt Trăng đều ở vị trí gần nhất và dóng thẳng hàng khi trăng mới, biên độ lý thuyết sẽ đạt tới 93 xentimét (37 in).
Biên độ thực tế khác biệt đáng kể, không chỉ do các biến động độ sâu và chướng ngại vật lục địa, mà còn là do sự truyền sóng trên đại dương có chu kỳ tự nhiên cùng bậc với chu kỳ tự quay: nếu không có các khối đất, sẽ mất khoảng 30 giờ để sóng bề mặt với bước sóng dài truyền dọc theo xích đạo đi nửa vòng quanh Trái Đất (ví dụ thạch quyển Trái Đất có chu kỳ tự nhiên khoảng 57 phút). Cả thủy triều Trái Đất làm nâng cao và hạ thấp đáy đại dương lẫn sức hấp dẫn của chính thủy triều đều là đáng kể và làm phức tạp thêm phản ứng của đại dương đối với các lực thủy triều.

### Hao tán
Do các lực thủy triều mặt trăng điều khiển các đại dương với chu kỳ khoảng 12,42 giờ, ít hơn đáng kể so với chu kỳ tự nhiên của các đại dương, hiện tượng cộng hưởng phức tạp diễn ra. Điều này, cũng như các tác động của ma sát, làm tăng thời gian trễ trung bình là 11 phút của sự xuất hiện nước lớn so với thiên đỉnh mặt trăng. Thời gian trễ thủy triều này tương ứng với một góc khoảng 3 độ giữa vị trí của Mặt Trăng, tâm Trái Đất và vị trí của mực nước lớn trung bình toàn cầu.
Liên quan tới hệ Mặt Trăng - Trái Đất (không bao gồm Mặt Trời trong thời điểm này), trừ khi trục tự quay của cả hai thiên thể vuông góc với mặt phẳng quỹ đạo, thì các dao động được sinh ra. Những dao động như vậy góp phần làm hao tán thủy triều.
Sự hao tán bởi các biến dạng dao động bên trong của Trái Đất do lực thủy triều mặt trăng là nhỏ so với sự hao tán trong các đại dương và biển của Trái Đất, chiếm tới 98% mức giảm năng lượng tự quay của Trái Đất.
Sự thiếu vắng dóng thẳng hàng này là trường hợp của hệ thống Trái Đất – Mặt Trăng. Do đó, bên cạnh các phồng thủy triều, đối diện nhau và có kích thước tương đương, có liên quan đến cái gọi là thủy triều cân bằng, ngoài ra, các dao động bề mặt thường được gọi là thủy triều động học, đặc trưng bởi nhiều tần số sóng hài, cũng được thiết lập.
Các dao động thủy triều của Trái Đất làm hao tán năng lượng trung bình khoảng 3,75 terawatt. Khoảng 98% hao tán này là do chuyển động thủy triều đại dương.
Sự hao tán phát sinh khi các dòng thủy triều quy mô lưu vực thúc đẩy các dòng chảy quy mô nhỏ hơn trải qua sự hao tán hỗn loạn. Lực cản thủy triều này tạo ra mô-men xoắn trên mặt trăng, dần dần chuyển động lượng góc tới quỹ đạo của nó, và tăng dần trong sự chia tách Mặt Trăng - Trái Đất. Mô-men xoắn bằng nhau và ngược chiều trên Trái Đất tương ứng làm giảm tốc độ tự quay của nó. Do đó, theo thời gian địa chất, mặt trăng rời xa khỏi Trái Đất vào khoảng 3,8 xentimét (1,5 in)/năm, làm dài ngày trên Trái Đất.
Độ dài ngày đã tăng khoảng 2 giờ trong 600 triệu năm qua. Giả sử rằng tốc độ giảm tốc là không đổi, điều này có nghĩa là 70 triệu năm trước thì độ dài ngày đã ngắn hơn 1%, tương đương tăng khoảng 4 ngày mỗi năm.

### Độ sâu

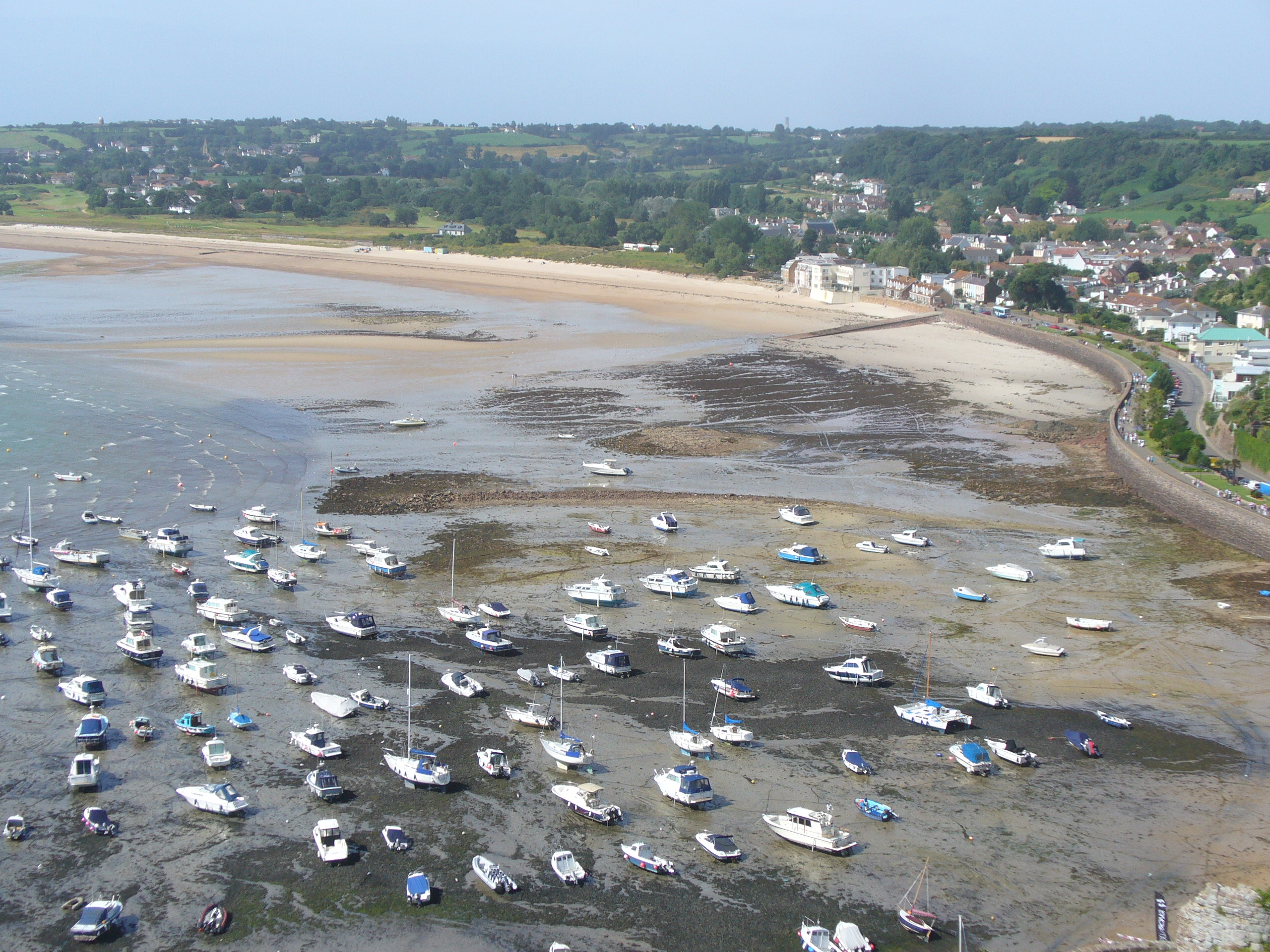
Cảng Gorey cạn khô khi triều xuống.

Hình dạng của bờ biển và đáy đại dương thay đổi cách thức thủy triều lan truyền, do đó không có quy tắc chung đơn giản nào dự đoán thời gian diễn ra nước lớn từ vị trí của Mặt Trăng trên bầu trời. Các đặc điểm ven biển như độ sâu dưới nước và hình dạng đường bờ biển có nghĩa là các đặc điểm vị trí riêng lẻ ảnh hưởng đến dự báo thủy triều; thời gian và chiều cao nước lớn thực tế có thể khác với các dự đoán mô hình do ảnh hưởng của hình thái bờ biển lên dòng chảy thủy triều. Tuy nhiên, đối với một vị trí nhất định, mối quan hệ giữa độ cao mặt trăng và thời gian triều cao hay triều thấp (khoảng thủy triều mặt trăng) là tương đối ổn định và có thể dự đoán được, như là thời gian triều cao hoặc triều thấp so với các điểm khác trên cùng một bờ biển. Ví dụ, triều cao tại Norfolk, Hoa Kỳ có thể dự đoán xảy ra khoảng 2,5h trước khi Mặt Trăng đi qua đỉnh đầu.
Các khối đất và bồn địa đại dương đóng vai trò rào cản chống lại nước di chuyển tự do trên toàn cầu, nên hình dạng và kích cỡ đa dạng của chúng ảnh hưởng đến kích thước của các tần số thủy triều. Kết quả là, các mẫu thủy triều là khác nhau. Ví dụ, ở Hoa Kỳ, vùng bờ biển phía đông chủ yếu là bán nhật triều, giống như vùng bờ biển Đại Tây Dương của châu Âu, trong khi bờ biển phía tây chủ yếu là thủy triều hỗn hợp.

## Quan sát và dự đoán

### Lịch sử

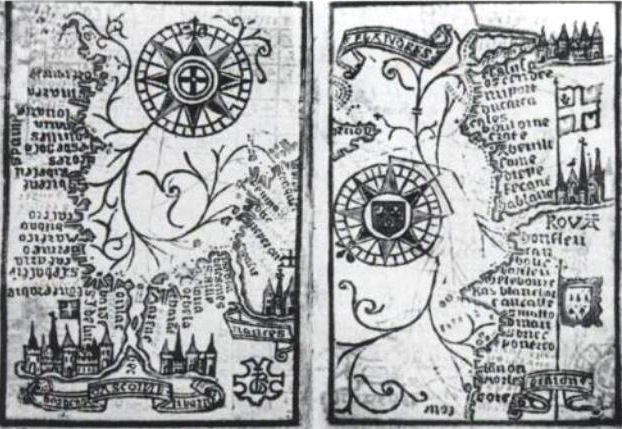
Niên giám Brouscon năm 1546: Các góc phương vị la bàn về nước lớn ở vịnh Biscay (trái) và bờ biển từ Brittany đến Dover (phải).

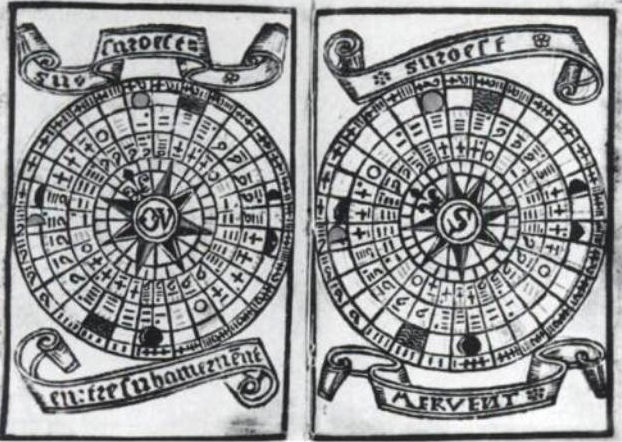
Niên giám Brouscon năm 1546: Các biểu đồ thủy triều "theo tuổi của mặt trăng".

Từ thời cổ đại, quan sát và thảo luận về thủy triều đã ngày càng tinh tế, ban đầu đánh dấu sự lặp lại hàng ngày, sau đó là mối quan hệ của thủy triều với Mặt Trời và Mặt Trăng. Pytheas đã du hành đến Quần đảo Anh vào khoảng năm 325 TCN và dường như là người đầu tiên gắn triều cường với pha mặt trăng.
Vào thế kỷ II TCN, nhà thiên văn học Babylon là Seleukos xứ Seleucia đã mô tả chính xác hiện tượng thủy triều nhằm hỗ trợ cho thuyết nhật tâm của ông. Ông đưa ra giả thuyết chính xác rằng thủy triều là do Mặt Trăng gây ra, mặc dù ông tin rằng sự tương tác được trung gian bởi pneuma. Ông lưu ý rằng thủy triều thay đổi theo thời gian và cường độ ở các khu vực khác nhau trên thế giới. Theo Strabo (1.1.9), Seleukos là người đầu tiên liên kết thủy triều với hấp dẫn của mặt trăng và chiều cao của thủy triều phụ thuộc vào vị trí của Mặt Trăng so với Mặt Trời.
Naturalis Historia của Pliny Già đối chiếu nhiều quan sát thủy triều, ví dụ, triều cường là một vài ngày sau (hoặc trước) trăng tròn và trăng mới và là cao nhất quanh các điểm phân (xuân phân, thu phân), mặc dù Pliny Già lưu ý nhiều mối quan hệ mà hiện nay được coi là huyền ảo. Trong  Geographia (Địa lý), Strabo đã mô tả các thủy triều trong vịnh Ba Tư có phạm vi lớn nhất của chúng khi mặt trăng ở xa nhất với mặt phẳng xích đạo. Tất cả điều này mặc cho biên độ tương đối nhỏ của các thủy triều bồn địa Địa Trung Hải (Dòng chảy mạnh qua eo biển Euripus và eo biển Messina làm Aristotle bối rối).
Philostratus đã thảo luận về thủy triều trong Quyển 5 sách Cuộc đời của Apollonius xứ Tyana. Philostratus đề cập đến mặt trăng, nhưng gán các thủy triều cho các "linh hồn". Ở châu Âu vào khoảng năm 730, Bede đã mô tả cách thủy triều dâng trên một bờ biển của quần đảo Anh trùng với sự rút xuống ở nơi khác và mô tả sự tiến triển thời gian của nước lớn dọc theo vùng bờ biển Northumbria.
Bảng thủy triều đầu tiên ở Trung Quốc được ghi nhận vào năm 1056 chủ yếu dành cho du khách muốn xem nước triều lớn nổi tiếng ở sông Tiền Đường. Bảng thủy triều đầu tiên được biết đến ở Anh được cho là của John Wallingford, người đã chết khi làm tu viện trưởng tu viện St. Albans khoảng năm 1213-1214, dựa trên nước lớn xảy ra 48 phút muộn hơn mỗi ngày và 3 giờ sớm hơn tại cửa sông Thames ở London.
William Thomson, Nam tước Kelvin thứ nhất, đã chỉ đạo phân tích sóng hài hệ thống đầu tiên bắt đầu vào năm 1867. Kết quả chính là việc xây dựng máy dự báo thủy triều sử dụng một hệ thống ròng rọc để cộng sáu hàm thời gian hài hòa với nhau. Nó được "lập trình" bằng cách đặt lại các bánh răng và xích để điều chỉnh pha và biên độ. Các cỗ máy tương tự đã được sử dụng cho đến thập niên 1960.
Ghi chép mực nước biển đã biết đầu tiên của một chu kỳ triều cường – triều kém được thực hiện vào năm 1831 tại Bến tàu Navy ở cửa sông Thames. Nhiều cảng lớn có các trạm đo mức nước triều tự động vào năm 1850.
William Whewell lần đầu tiên lập bản đồ các đường đồng pha thủy triều kết thúc bằng một biểu đồ gần như toàn cầu vào năm 1836. Để làm cho các bản đồ này thống nhất, ông đưa ra giả thuyết về sự tồn tại của các giao điểm thủy triều, nơi các dòng thủy triều gặp nhau giữa đại dương. Các điểm không có thủy triều này đã được xác nhận bằng đo đạc vào năm 1840 bởi Thuyền trưởng Hewett R. N., từ những phép đo âm thanh cẩn thận ở Biển Bắc.

### Thời gian

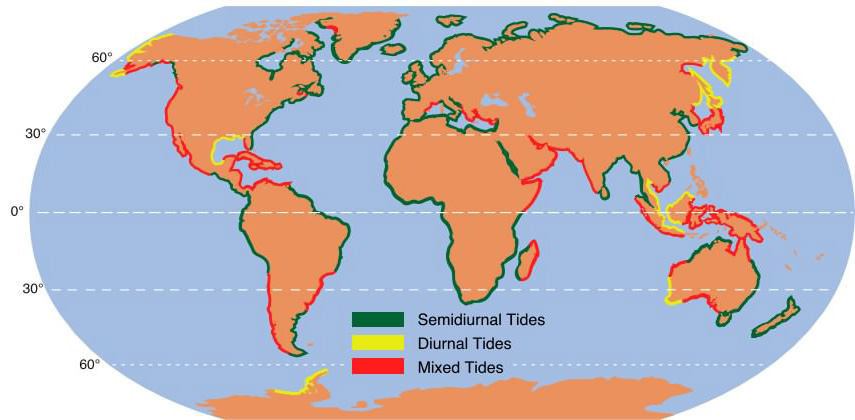
Cùng một lực thủy triều có các kết quả khác nhau tùy thuộc vào nhiều yếu tố, bao gồm hướng bờ biển, rìa thềm lục địa, kích thước vùng nước.

Các lực thủy triều do Mặt Trăng và Mặt Trời tạo ra các sóng rất dài di chuyển khắp đại dương theo các đường được chỉ ra trong biểu đồ đồng pha thủy triều. Thời điểm mà đỉnh sóng chạm tới một cảng khi ấy đưa ra thời gian nước lớn tại cảng. Thời gian để sóng di chuyển quanh đại dương cũng có nghĩa là có sự chậm trễ giữa các pha của Mặt Trăng và ảnh hưởng của chúng đối với thủy triều. Chẳng hạn, triều cường và triều kém ở Biển Bắc là hai ngày sau trăng mới/trăng tròn và trăng thượng huyền/hạ huyền. Điều này được gọi là tuổi của thủy triều.
Độ sâu đại dương ảnh hưởng rất lớn đến thời gian và chiều cao chính xác của thủy triều tại một điểm bờ biển cụ thể. Có một số trường hợp tột độ; vịnh Fundy ở bờ biển phía đông Canada, thường được tuyên bố là có thủy triều cao nhất thế giới vì hình dạng, độ sâu và khoảng cách từ rìa thềm lục địa. Các đo đạc thực hiện tháng 11 năm 1998 tại Burntcoat Head trong vịnh Fundy đã ghi lại phạm vi tối đa 16,3 mét (53 ft) và giá trị cực đại dự đoán là 17 mét (56 ft). Các phép đo tương tự được thực hiện vào tháng 3 năm 2002 tại lưu vực sông Leaf, vịnh Ungava ở phía bắc Quebec cho các giá trị tương tự (cho phép sai số đo), phạm vi tối đa là 16,2 mét (53 ft) và giá trị cực đại dự đoán là 16,8 mét (55 ft). Vịnh Ungava và vịnh Fundy nằm cách xa tương tự từ rìa thềm lục địa, nhưng vịnh Ungava không bị các khối băng trôi che phủ trong khoảng 4 tháng mỗi năm trong khi vịnh Fundy hiếm khi đóng băng.
Southampton tại Vương quốc Anh có nước lớn hai đỉnh do sự tương tác giữa các thành phần thủy triều M2 và M4. Portland có nước ròng hai đáy vì lý do tương tự. Thủy triều M4 được tìm thấy dọc theo bờ biển phía nam Vương quốc Anh, nhưng ảnh hưởng của nó có thể thấy rõ nhất trong đoạn giữa đảo Wight và đảo Portland do thủy triều M2 là thấp nhất trong khu vực này.
Do các chế độ dao động của Địa Trung Hải và biển Baltic không trùng với bất kỳ chu kỳ ảnh hưởng thiên văn đáng kể nào nên thủy triều lớn nhất nằm gần các kết nối hẹp của chúng với Đại Tây Dương. Các thủy triều cực nhỏ cũng xảy ra vì lý do tương tự ở vịnh Mexico và biển Nhật Bản. Ở những nơi khác, như dọc theo bờ biển phía nam Úc, các thủy triều thấp có thể là do sự hiện diện của giao điểm thủy triều gần đó.

### Phân tích

Biểu đồ mực nước thông thường

Thuyết hấp dẫn của Isaac Newton trước tiên cho phép giải thích lý do tại sao nói chung có hai thủy triều chứ không phải một mỗi ngày và mang lại hy vọng cho sự hiểu biết chi tiết về lực và hành vi thủy triều. Mặc dù có vẻ như thủy triều có thể được dự đoán thông qua kiến thức đủ chi tiết về các tác động thiên văn tức thời, thủy triều thực tế tại một địa điểm nhất định được xác định bởi các lực thiên văn được tích lũy bởi vùng nước trong nhiều ngày. Ngoài ra, các kết quả chính xác sẽ đòi hỏi kiến thức chi tiết về hình dạng của tất cả các bồn địa đại dương - độ sâu và hình dạng đường bờ biển của chúng.
Quy trình hiện tại để phân tích thủy triều theo phương pháp phân tích sóng hài được William Thomson giới thiệu vào thập niên 1860. Nó dựa trên nguyên tắc cho rằng các thuyết thiên văn về chuyển động của Mặt Trời và Mặt Trăng xác định một lượng lớn các tần số thành phần, và ở mỗi tần số, có một thành phần lực có xu hướng tạo ra chuyển động thủy triều, nhưng ở mỗi địa phương thì thủy triều phản ứng tại mỗi tần số với biên độ và pha đặc thù với địa phương đó. Vì thế, tại mỗi nơi thì độ cao của thủy triều được đo trong một khoảng thời gian đủ dài (thường là trên một năm trong trường hợp một cảng mới chưa được nghiên cứu trước đó) để cho phép phân biệt phản ứng ở mỗi tần số tạo ra thủy triều quan trọng bằng cách phân tích và trích xuất các hằng số thủy triều cho một lượng đủ các thành phần mạnh nhất đã biết đến của các lực thủy triều thiên văn để cho phép dự đoán thủy triều thực tế. Độ cao thủy triều được dự kiến là tuân theo lực thủy triều, với biên độ và độ trễ pha không đổi cho từng thành phần. Do tần số và pha của thiên văn có thể được tính toán một cách chắc chắn, nên độ cao của thủy triều vào các thời điểm khác có thể được dự đoán một khi phản ứng với các thành phần hài hòa của các lực tạo thủy triều được tìm thấy.
Các mẫu hình chính trong thủy triều là:
- Biến động hai lần một ngày.
- Khác biệt giữa thủy triều thứ nhất và thứ hai trong ngày.
- Chu kỳ triều cường – triều kém.
- Biến động hàng năm.

Thủy triều thiên văn cao nhất là triều cường điểm cận địa khi cả Mặt Trời và Mặt Trăng ở gần Trái Đất nhất.
Khi phải đối mặt với một hàm thay đổi định kỳ, cách tiếp cận tiêu chuẩn là sử dụng chuỗi Fourier, một dạng phân tích sử dụng các hàm hình sin như một tập hợp cơ sở, có tần số không, một, hai, ba v.v. lần tần số của một chu kỳ cơ bản cụ thể. Các bội số này được gọi là sóng hài của tần số cơ bản và quá trình này được gọi là phân tích sóng hài hay phân tích [hàm] điều hòa. Nếu tập hợp cơ sở của các hàm hình sin phù hợp với hành vi được mô hình hóa, tương đối ít số hạng điều hòa cần được thêm vào. Các đường quỹ đạo rất gần tròn, vì vậy các biến động hình sin phù hợp với thủy triều.
Để phân tích độ cao thủy triều, cách tiếp cận chuỗi Fourier trên thực tế phải được thực hiện công phu hơn so với việc sử dụng một tần số duy nhất và các sóng hài của nó. Các mẫu thủy triều được tách thành nhiều đường hình sin với nhiều tần số cơ bản, tương ứng (như trong thuyết mặt trăng) với nhiều tổ hợp khác nhau của các chuyển động của Trái Đất, Mặt Trăng và các góc xác định hình dạng và vị trí của quỹ đạo của chúng.
Do đó, đối với thủy triều, phân tích sóng hài không giới hạn ở các sóng hài của một tần số. Nói cách khác, các hòa âm là bội số của nhiều tần số cơ bản chứ không phải chỉ là tần số cơ bản của cách tiếp cận chuỗi Fourier đơn giản hơn. Biểu diễn của chúng dưới dạng một chuỗi Fourier chỉ có một tần số cơ bản và các bội số nguyên của nó sẽ yêu cầu nhiều số hạng và có thể bị giới hạn nhiều trong phạm vi thời gian mà nó có thể là hợp lệ.
Nghiên cứu chiều cao thủy triều bằng phân tích sóng hài được bắt đầu bởi Laplace, William Thomson và George Darwin. A. T. Doodson đã mở rộng công việc của họ, giới thiệu ký hiệu Số Doodson để thiết lập hàng trăm số hạng sinh ra. Kể từ đó cách tiếp cận này đã trở thành tiêu chuẩn quốc tế, và các biến chứng phát sinh như sau: lực gây thủy triều về cơ bản được đưa ra như là tổng của một số số hạng. Mỗi số hạng có dạng
{\displaystyle A\cos \,(\omega t+p)}
trong đó A là biên độ, & omega; là tần số góc thường được tính theo độ mỗi giờ tương ứng với t được tính bằng giờ và p là độ lệch pha so với trạng thái thiên văn tại thời điểm t = 0 . Có một số hạng cho Mặt Trăng và một số hạng thứ hai cho Mặt Trời. Pha p của sóng hài đầu tiên cho số hạng Mặt Trăng được gọi là khoảng thủy triều mặt trăng hoặc khoảng nước lớn. Bước tiếp theo là điều chỉnh các số hạng điều hòa do hình dạng elip của các quỹ đạo. Theo đó, giá trị của A không phải là hằng số mà thay đổi theo thời gian, một chút, xung quanh một con số trung bình. Thay thế nó bằng A (t) trong đó A là một đường hình sin khác, tương tự như chu kỳ và chu kỳ của thuyết Ptolemy. Theo đó,
{\displaystyle A(t)=A{\bigl (}1+A_{a}\cos \,(\omega _{a}t+p_{a}){\bigr )}}
có nghĩa là một giá trị trung bình A với một biến thể hình sin về độ lớn Aa, với tần số ωa và pha pa. Do đó, số hạng đơn giản bây giờ là tích số của hai thừa số cosin:
{\displaystyle A{\bigl [}1+A_{a}\cos \,(\omega _{a}t+p_{a}){\bigr ]}\cos \,(\omega t+p)}
Với bất kỳ x và y nào ta có
{\displaystyle \cos x\cos y={\textstyle {\frac {1}{2}}}\ cos\,(x+y)+{\textstyle {\frac {1}{2}}}\cos \,(x-y)}
thì rõ ràng là một số hạng đa hợp liên quan đến tích số của hai số hạng cosin, với mỗi số hạng có tần số riêng của chính chúng là y hệt như ba số hạng cosin đơn giản được thêm vào ở tần số ban đầu và cả ở các tần số là tổng và hiệu của hai tần số của số hạng tích số (Ba chứ không phải hai số hạng, do biểu thức tổng thể là {\displaystyle (1+\cos x)\cos y}). Xem xét thêm rằng lực thủy triều tại một vị trí cũng phụ thuộc vào việc Mặt Trăng (hay Mặt Trời) ở trên hoặc dưới mặt phẳng xích đạo và các thuộc tính này có chu kỳ riêng của chính chúng cũng là vô ước với ngày và tháng, và rõ ràng là có nhiều tổ hợp sinh ra. Với sự lựa chọn cẩn thận các tần số thiên văn cơ bản, số Doodson diễn giải các bổ sung và khác biệt cụ thể để tạo thành tần số của mỗi số hạng cosin đơn giản.

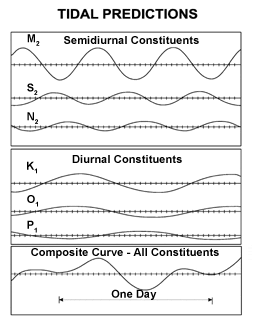
Dự đoán thủy triều là tổng của các bộ phận hợp thành.

Lưu ý rằng thủy triều thiên văn không bao gồm các hiệu ứng thời tiết. Ngoài ra, những thay đổi đối với các điều kiện địa phương (di chuyển bờ cát, nạo vét miệng cảng v.v.) so với những điều kiện phổ biến tại thời điểm đo đạc ảnh hưởng đến thời gian và biên độ thực tế của thủy triều. Các tổ chức trích dẫn "thủy triều thiên văn cao nhất" cho một số vị trí có thể cường điệu con số này như một yếu tố an toàn để đề phòng các bất định phân tích, khoảng cách từ điểm đo đạc gần nhất, các thay đổi kể từ lần quan sát cuối cùng, sụt lún mặt đất v.v. để ngăn ngừa trách nhiệm khi một công trình kỹ thuật bị tràn qua. Cần có sự quan tâm đặc biệt khi đánh giá kích thước của "sự tràn dâng thời tiết" bằng cách trừ thủy triều thiên văn từ thủy triều quan sát được.
Phân tích dữ liệu Fourier kỹ càng trong chu kỳ 19 năm (Giai đoạn Dữ liệu Thủy triều Quốc gia ở Hoa Kỳ) sử dụng các tần số được gọi là thành phần điều hòa thủy triều. Mười chín năm được ưa thích vì các vị trí tương đối của Trái Đất, Mặt Trăng và Mặt Trời lặp lại gần như chính xác trong chu kỳ Meton 19 năm, là đủ dài để bao gồm thành phần thủy triều giao điểm mặt trăng 18,613 năm. Phân tích này có thể được thực hiện bằng cách chỉ sử dụng kiến thức về "chu kỳ" tác động mà không có sự hiểu biết chi tiết về đạo hàm toán học, điều đó có nghĩa là các bảng thủy triều hữu ích đã được xây dựng trong nhiều thế kỷ.
Các biên độ và pha kết quả sau đó có thể được sử dụng để dự đoán thủy triều dự kiến. Chúng thường bị chi phối bởi các thành phần gần 12 giờ (các thành phần bán nhật), nhưng cũng có các thành phần chính gần 24 giờ (nhật). Các thành phần dài hạn hơn là 14 ngày hoặc hai tuần, hàng tháng và nửa năm. Bán nhật triều chi phối vùng bờ biển, nhưng một số khu vực như biển Đông và vịnh Mexico chủ yếu là nhật triều. Trong các khu vực bán nhật triều, các thành phần chu kỳ chính M2 (mặt trăng) và S 2 (mặt trời) khác nhau một chút, vì thế các pha tương đối, và do đó biên độ của thủy triều tổng hợp, thay đổi hai tuần một lần (chu kỳ 14 ngày).
Trong đồ thị M2 ở trên, mỗi đường đồng pha thủy triều khác nhau một giờ so với các đường bên cạnh và các đường dày hơn chỉ ra thủy triều trong pha cân bằng tại Greenwich. Các đường xoay quanh giao điểm thủy triều ngược chiều kim đồng hồ ở Bắc bán cầu, vì thế từ bán đảo Baja California đến Alaska và từ Pháp đến Ireland thủy triều M2 lan truyền về phía bắc. Ở Nam bán cầu hướng này là theo chiều kim đồng hồ. Mặt khác, thủy triều M2 lan truyền ngược chiều kim đồng hồ xung quanh New Zealand, nhưng điều này là do các đảo có vai trò như là một con đập và cho phép các thủy triều có độ cao khác nhau ở các mặt đối diện của các đảo (Thủy triều lan truyền theo hướng bắc ở phía đông và theo hướng nam trên bờ biển phía tây, như dự đoán lý thuyết).
Ngoại lệ là tại eo biển Cook, nơi các dòng thủy triều định kỳ liên kết nước lớn với nước ròng. Điều này là do các đường đồng pha thủy triều 180° xung quanh các giao điểm thủy triều là ngược pha nhau, ví dụ nước lớn đối diện với nước ròng ở mỗi đầu eo biển Cook. Mỗi thành phần thủy triều có một mô hình biên độ, pha và các giao điểm thủy triều khác biệt, do đó các mẫu M2 không thể sử dụng được cho các thành phần thủy triều khác.

### Ví dụ tính toán

Thủy triều tại Bridgeport, Connecticut, Hoa Kỳ trong khoảng thời gian 50 giờ.

Thủy triều tại Bridgeport, Connecticut, Hoa Kỳ trong khoảng thời gian 30 ngày.

Thủy triều tại Bridgeport, Connecticut, Hoa Kỳ trong khoảng thời gian 400 ngày.

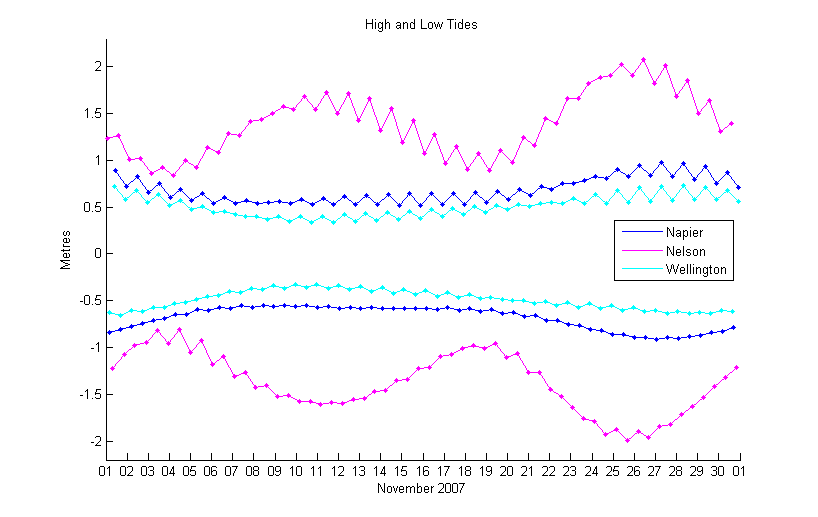
Các mẫu hình thủy triều ở eo biển Cook. Phần phía nam (Nelson) có 2 triều cường mỗi tháng, so với chỉ 1 ở phía bắc (Wellington và Napier).

Do Mặt Trăng di chuyển trên quỹ đạo xung quanh Trái Đất và cùng chiều với sự tự quay của Trái Đất, nên một điểm trên Trái Đất phải xoay xa hơn một chút để đuổi kịp, vì thế thời gian giữa các bán nhật triều không phải là 12 mà là 12,4206 giờ, tức là phải mất thêm trên 25 phút nữa. Hai đỉnh triều nói chung không bằng nhau. Hai nước lớn mỗi ngày xen kẽ về chiều cao tối đa: nước lớn thấp (dưới 3 ft), nước lớn cao (trên 3 ft), và một lần nữa lại là nước lớn thấp. Tương tự như vậy đối với nước ròng.
Khi Trái Đất, Mặt Trăng và Mặt Trời thẳng hàng (Mặt Trời – Trái Đất – Mặt Trăng hay Mặt Trời – Mặt Trăng – Trái Đất) thì 2 ảnh hưởng chính kết hợp với nhau để tạo ra triều cường; khi 2 lực đối lập nhau như khi góc tạo thành bởi Mặt Trăng – Trái Đất – Mặt Trời gần 90 độ thì kết quả là triều kém. Khi Mặt Trăng di chuyển trên quỹ đạo của nó, nó thay đổi từ phía bắc xích đạo sang phía nam xích đạo. Sự xen kẽ trong chiều cao của nước lớn trở nên nhỏ hơn, cho đến khi chúng là như nhau (tại điểm phân của Mặt Trăng thì nó nằm trên đường xích đạo), sau đó phát triển trở lại nhưng trái cực, tăng dần tới khác biệt tối đa và sau đó lại suy yếu dần một lần nữa.

### Dòng chảy
Ảnh hưởng của thủy triều đối với dòng chảy triều khó phân tích hơn và dữ liệu cũng khó thu thập hơn. Chiều cao thủy triều là một con số đơn giản áp dụng đồng thời cho một vùng rộng. Một dòng chảy triều có cả cường độ và hướng, cả hai đều có thể thay đổi đáng kể theo độ sâu và trên các khoảng cách ngắn do độ sâu cục bộ. Ngoài ra, mặc dù tâm của kênh nước là nơi đo lường hữu ích nhất nhưng các nhà hàng hải lại phản đối do thiết bị đo đạc dòng gây cản trở đường thủy. Một dòng chảy tiến theo một kênh cong vẫn chỉ là dòng chảy đó, mặc dù hướng của nó thay đổi liên tục dọc theo kênh. Điều ngạc nhiên là dòng chảy triều lên và dòng chảy triều xuống thường là không theo hướng ngược nhau. Hướng dòng chảy được xác định bởi hình dạng của kênh ngược dòng chứ không phải hình dạng của kênh xuôi dòng. Tương tự, các xoáy nước chỉ có thể hình thành theo một hướng dòng chảy.
Tuy nhiên, phân tích dòng chảy triều là tương tự như phân tích thủy triều: trong trường hợp đơn giản, tại một địa điểm nhất định, dòng chảy triều lên chủ yếu theo một hướng và dòng chảy triều xuống là theo hướng khác. Các vận tốc triều lên có dấu dương, và các vận tốc triều xuống có dấu âm. Phân tích được tiến hành như thể chúng là các chiều cao thủy triều.
Trong các tình huống phức tạp hơn, các dòng chảy triều lên và triều xuống chính không chiếm ưu thế. Thay vào đó, hướng và biên độ dòng chảy định ra một hình elip trong một chu kỳ thủy triều (trên một biểu đồ cực) thay vì dọc theo các đường dòng chảy triều lên và triều xuống. Trong trường hợp này, phân tích có thể tiến hành dọc theo các cặp hướng, với các hướng chính và phụ vuông góc. Một cách khác là xử lý các dòng thủy triều như là các số phức, do mỗi giá trị có cả biên độ và hướng.
Thông tin dòng thủy triều thường được thấy nhiều nhất trên các biểu đồ hàng hải, được trình bày dưới dạng bảng tốc độ và phương vị dòng chảy theo từng giờ, với các bảng tách biệt cho triều cường và triều kém. Thời gian là tương đối so với nước lớn tại một số cảng nơi hành vi thủy triều là tương tự như trong mô hình, mặc dù nó có thể ở rất xa.
Giống như dự đoán chiều cao thủy triều, các dự đoán dòng chảy thủy triều chỉ dựa trên các yếu tố thiên văn mà không kết hợp với điều kiện thời tiết, và điều này có thể thay đổi hoàn toàn kết quả.
Dòng chảy thủy triều qua eo biển Cook giữa hai đảo chính của New Zealand là đáng chú ý, vì thủy triều ở hai bên eo biển gần như đối pha nhau, vì thế nước lớn ở một bên là đồng thời với nước ròng ở phía bên kia. Các dòng chảy mạnh sinh ra với sự thay đổi chiều cao thủy triều gần như bằng không ở tâm eo biển. Tuy nhiên, mặc dù triều dâng thường chảy theo một hướng trong 6 giờ và theo hướng ngược lại trong 6 giờ, nhưng một đợt dâng cụ thể có thể kéo dài 8 hoặc 10 giờ với nước dâng ngược bị suy yếu đi. Trong các điều kiện thời tiết đặc biệt dữ dội, nước dâng ngược có thể bị vượt qua hoàn toàn để dòng chảy tiếp tục theo cùng một hướng qua 3 chu kỳ nước dâng hoặc hơn thế.
Một điều phức tạp thêm nữa với mô hình dòng chảy của eo biển Cook là thủy triều ở phía nam (ví dụ tại Nelson) tuân theo chu kỳ triều cường – triều kém phổ biến là hai tuần một lần (cũng như được thấy dọc theo phía tây của quốc gia này), nhưng mô hình thủy triều phía bắc chỉ có một chu kỳ mỗi tháng, cũng như ở phía đông: Wellington và Napier.
Biểu đồ thủy triều của eo biển Cook chỉ ra thời gian và chiều cao nước lớn và nước ròng, cho đến tháng 11 năm 2007; đây là các giá trị không phải từ đo đạc mà thay vì thế được tính toán từ các thông số thủy triều có nguồn gốc từ các đo đạc nhiều năm trước. Biểu đồ hàng hải của eo biển Cook cung cấp thông tin về dòng chảy triều. Ví dụ, phiên bản tháng 1 năm 1979 cho tọa độ 41° 13•9' nam 174°29•6' đông (tây bắc mũi Terawhiti) đề cập đến thời gian cho Westport trong khi ấn bản tháng 1 năm 2004 đề cập đến Wellington. Gần mũi Terawhiti ở đoạn giữa eo biển Cook, sự thay đổi chiều cao của thủy triều gần như bằng không trong khi dòng chảy triều đạt cực đại, đặc biệt là gần xoáy nước Karori khét tiếng. Ngoài tác động của thời tiết, các dòng chảy thực tế qua eo biển Cook chịu ảnh hưởng của chênh lệch độ cao thủy triều giữa hai đầu eo biển và như có thể thấy, chỉ một trong hai triều cường ở đầu tây bắc của eo biển (gần Nelson) có triều cường đối ứng ở đầu đông nam (Wellington), nên hành vi kết quả không tuân theo cảng tham chiếu nào cả.

### Phát điện
Năng lượng thủy triều có thể thu được bằng hai cách: đưa tuabin nước vào dòng chảy triều hoặc xây dựng các ao hồ nhận/thoát nước thông qua một tuabin. Trong trường hợp đầu tiên, lượng năng lượng hoàn toàn được xác định bởi biên độ và thời gian của dòng chảy triều. Tuy nhiên, các dòng chảy tốt nhất có thể không có sẵn vì các tuabin sẽ cản trở tàu thuyền. Trong trường hợp thứ hai, chi phí xây dựng các đập ngăn nước là rất tốn kém, các chu trình nước tự nhiên bị phá vỡ hoàn toàn, giao thông thủy cũng bị gián đoạn. Tuy nhiên, với nhiều ao hồ, năng lượng có thể được sinh ra tại các thời điểm được lựa chọn. Cho đến nay, có rất ít hệ thống được lắp đặt để phát điện thủy triều (nổi tiếng nhất là La Rance tại Saint Malo, Pháp) nhưng gặp rất nhiều khó khăn. Bên cạnh các vấn đề môi trường, chỉ đơn giản là chống chịu ăn mòn và ô nhiễm sinh học đã đặt ra nhiều thách thức kỹ thuật.
Những người ủng hộ điện thủy triều chỉ ra rằng, không giống như các hệ thống điện gió, mức độ phát điện có thể dự đoán được khá tin cậy, ngoại trừ các tác động thời tiết. Trong khi một số hệ thống phát điện là có thể đối với hầu hết các chu kỳ thủy triều thì trên thực tế các tuabin mất tính hiệu quả ở các tốc độ vận hành thấp hơn. Vì công suất khả dụng từ một dòng chảy là tỷ lệ thuận với lập phương của tốc độ dòng chảy nên thời gian có thể tạo ra công suất cao là ngắn ngủi.

## Hoa tiêu

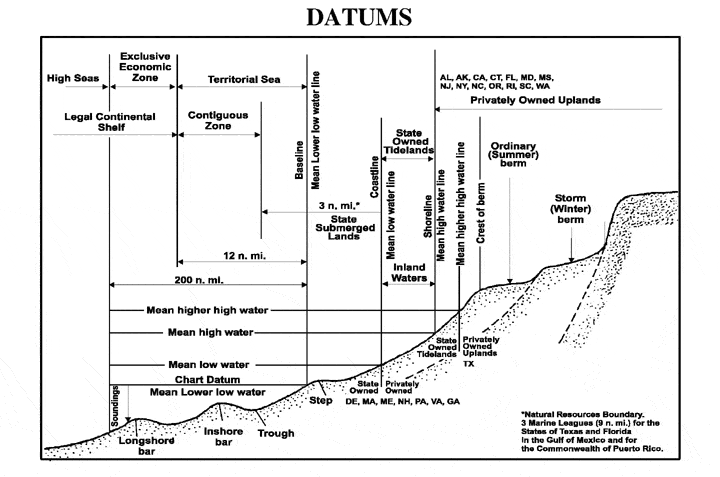
Sử dụng dữ liệu thủy triều dân sự và hàng hải của Hoa Kỳ

Các dòng chảy triều là quan trọng đối với công tác hoa tiêu, và sai sót đáng kể về vị trí xảy ra nếu chúng không được cung cấp. Độ cao thủy triều cũng là quan trọng chẳng hạn nhiều con sông và bến cảng có các cồn cát ngầm nông ở lối vào, ngăn không cho tàu thuyền với mớn nước đáng kể tiến vào khi triều thấp.
Cho đến khi có sự ra đời của hoa tiêu tự động, năng lực tính toán các tác động thủy triều là quan trọng đối với các sĩ quan hải quân. Chứng nhận kiểm tra các đại úy hải quân trong Hải quân Hoàng gia Anh từng tuyên bố rằng sĩ quan tương lai có thể "thay đổi thủy triều".
Thời gian và vận tốc dòng chảy triều xuất hiện trong các biểu đồ thủy triều hoặc tập bản đồ dòng chảy triều. Các biểu đồ thủy triều được đóng thành bộ. Mỗi biểu đồ bao gồm một giờ duy nhất giữa một nước lớn và một nước lớn khác (chúng bỏ qua 25 phút kéo dài thêm) và chỉ ra dòng chảy triều trung bình trong giờ đó. Một mũi tên trên biểu đồ thủy triều cho biết hướng và tốc độ dòng chảy trung bình (thường tính bằng hải lý trên giờ) đối với triều cường và triều kém. Nếu không có sẵn biểu đồ thủy triều, hầu hết các biểu đồ hàng hải có các "hình thoi thủy triều" liên kết các điểm cụ thể trên biểu đồ với một bảng cho biết hướng và tốc độ dòng chảy triều.
Quy trình chuẩn để chống lại tác động của thủy triều đối với hoa tiêu là (1) tính toán vị trí bằng "đoán định vị trí" (DR, Dead Reckoning) từ khoảng cách và hướng di chuyển, (2) đánh dấu biểu đồ (với một chữ thập giống như dấu cộng) và (3) vẽ một đường thẳng từ DR theo hướng thủy triều. Khoảng cách thủy triều di chuyển thuyền dọc theo đường này được tính bằng tốc độ thủy triều, điều này đưa ra "vị trí ước tính" (EP, Estimated Position), theo truyền thống được đánh dấu bằng một dấu chấm trong hình tam giác.

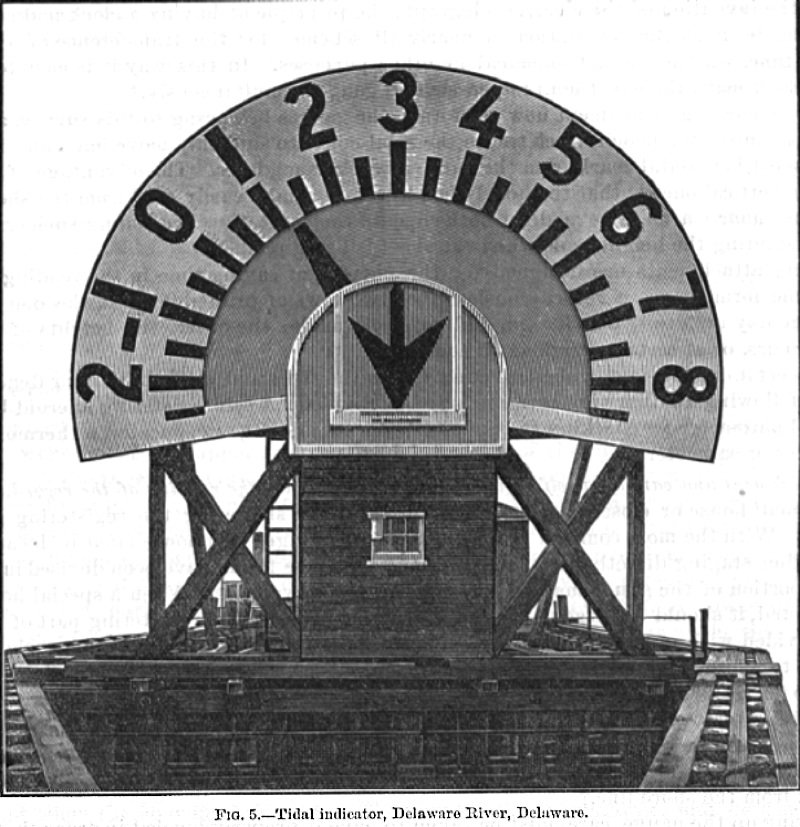
Đồng hồ chỉ báo thủy triều, sông Delaware, Delaware, khoảng năm 1897. Tại thời điểm chỉ ra trong hình, thủy triều là 1 1/4 ft trên nước ròng trung bình và vẫn đang rút xuống, như được chỉ ra bằng đầu nhọn của mũi tên. Chỉ số được cung cấp bởi một hệ thống ròng rọc, cáp và phao. (Báo cáo của người giám sát Cục Khảo sát Bờ biển & Trắc địa Hoa Kỳ cho thấy tiến trình công việc trong năm tài chính kết thúc vào tháng 6 năm 1897, trang 483).

Các biểu đồ hàng hải hiển thị "độ sâu biểu đồ" của nước tại các vị trí cụ thể với "đo hồi âm" và sử dụng các đường đồng mức độ sâu để mô tả hình dạng bề mặt ngầm dưới nước. Các độ sâu này có liên quan đến một "chuẩn hải đồ", thường là mực nước ở thủy triều thiên văn thấp nhất có thể (mặc dù các mốc khác cũng thường được sử dụng, đặc biệt là trong lịch sử và thủy triều có thể thấp hơn hoặc cao hơn vì lý do khí tượng) và do đó độ sâu nước tối thiểu có thể trong chu kỳ thủy triều. "Độ cao khô cạn" cũng có thể được hiển thị trên biểu đồ, đó là độ cao của đáy biển lộ ra khi thủy triều thiên văn thấp nhất.
Các bảng thủy triều liệt kê chiều cao và thời gian nước lớn và nước ròng mỗi ngày. Để tính độ sâu nước thực tế, người ta cộng thêm độ sâu biểu đồ vào chiều cao thủy triều đã được công bố. Độ sâu cho các thời điểm khác có thể suy ra từ các đường cong thủy triều được công bố cho các cảng lớn. Quy tắc mười hai có thể đủ nếu không có sẵn đường cong chính xác. Sự gần đúng này cho rằng sự gia tăng độ sâu trong 6 giờ giữa nước ròng và nước lớn là: giờ thứ nhất − 1/12, giờ thứ hai − 2/12, giờ thứ ba − 3/12, giờ thứ tư − 3/12, giờ thứ năm − 2/12, giờ thứ sáu − 1/12.

## Khía cạnh sinh học

### Sinh thái gian triều

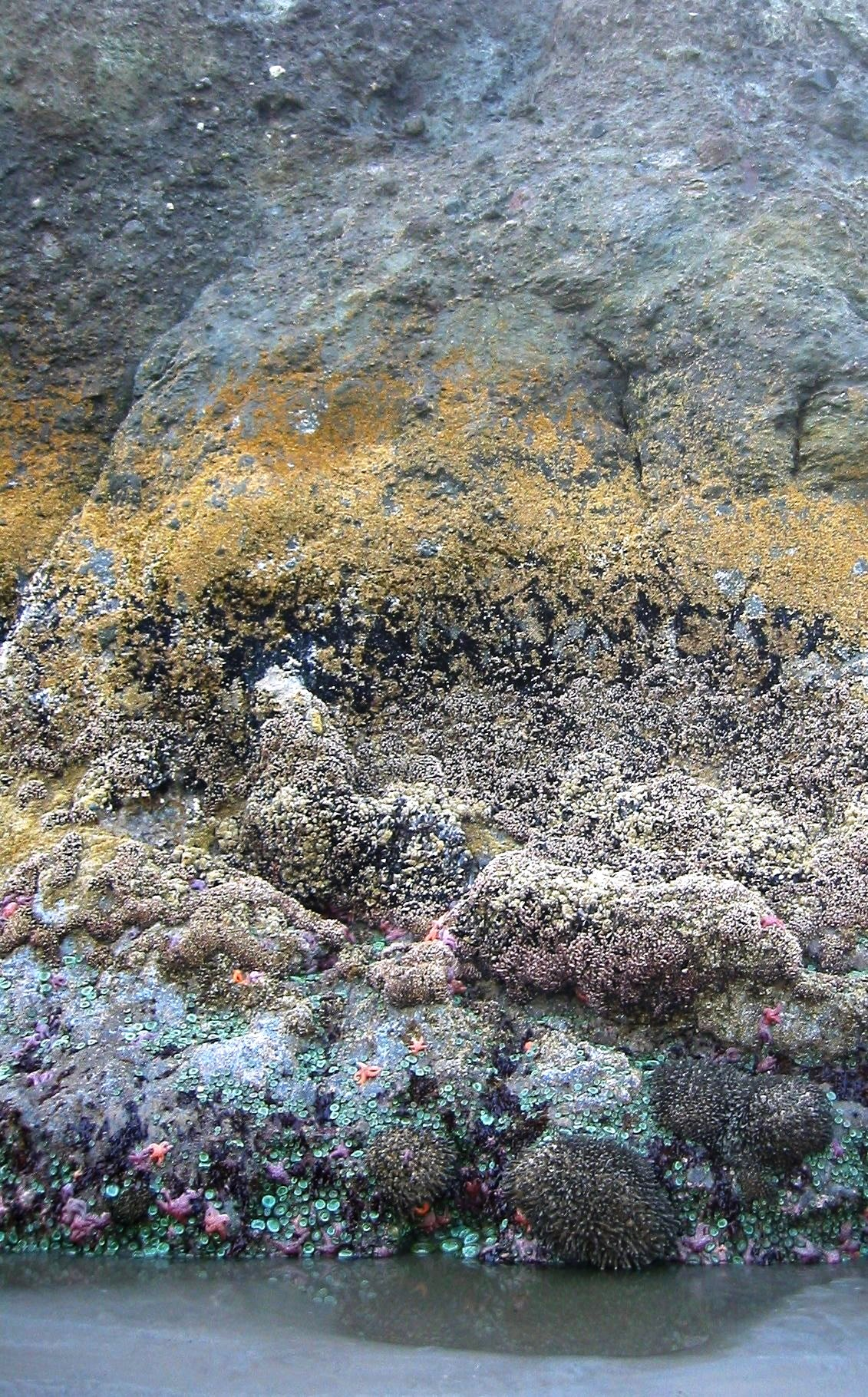
Một tảng đá, nhìn thấy khi nước ròng, thể hiện sự phân vùng gian triều điển hình.

Sinh thái học gian triều là nghiên cứu về các hệ sinh thái nằm giữa các đường nước ròng và nước lớn dọc theo bờ. Khi nước ròng, vùng gian triều bị lộ thiên (hoặc nổi lên), nhưng khi nước lớn thì nó bị nhấn chìm dưới nước (hoặc chìm). Do đó, các nhà sinh thái học gian triều nghiên cứu các mối tương tác giữa các sinh vật gian triều và môi trường của chúng, cũng như giữa các loài khác nhau. Các tương tác quan trọng nhất có thể thay đổi tùy theo loại quần xã gian triều. Các phân loại rộng nhất dựa theo các chất nền - bờ đá hay đáy mềm.
Các sinh vật gian triều trải qua một môi trường rất thay đổi và thường xuyên là thù địch, và có thích nghi để đối phó và thậm chí khai thác các điều kiện này. Một đặc trưng dễ thấy là phân đới dọc, trong đó quần xã chia thành các dải nằm ngang riêng biệt của các loài cụ thể ở mỗi độ cao trên mực nước ròng. Khả năng đối phó với sự mất nước của một loài xác định giới hạn trên của nó, trong khi cạnh tranh với các loài khác thiết lập giới hạn dưới của nó.
Con người sử dụng các vùng gian triều để lấy thực phẩm và giải trí. Khai thác quá mức có thể gây tổn hại trực tiếp các vùng gian triều này. Các tác động nguồn gốc con người khác như du nhập loài xâm lấn và biến đổi khí hậu có tác động tiêu cực lớn. Các khu bảo tồn biển là một quần xã tùy chọn có thể áp dụng để bảo vệ các khu vực này và hỗ trợ nghiên cứu khoa học.

### Nhịp sinh học
Chu kỳ thủy triều khoảng hai tuần một lần có ảnh hưởng lớn đến vùng gian triều  và các sinh vật biển. Do đó các nhịp sinh học của chúng có xu hướng xảy ra theo bội số của chu kỳ này. Nhiều động vật khác như động vật có xương sống, hiển thị các nhịp tương tự. Các ví dụ bao gồm thai nghén và ấp trứng. Ở người, chu kỳ kinh nguyệt kéo dài khoảng một tháng âm lịch, một bội số chẵn của chu kỳ thủy triều. Các song song như vậy ít nhất gợi ý về dòng dõi chung của tất cả các loài động vật từ một tổ tiên biển.

## Thủy triều khác
Khi các dòng chảy triều dao động trong dòng chảy đại dương phân tầng trên địa hình đáy không bằng phẳng, chúng tạo ra các sóng nội tại với các tần số thủy triều. Những sóng như vậy được gọi là thủy triều nội tại.
Các khu vực nông trong vùng nước rộng có thể chịu các dòng chảy triều quay, chảy theo các hướng liên tục thay đổi và do đó hướng của dòng chảy (chứ không phải chính dòng chảy) hoàn thành một vòng quay đầy đủ trong 12+1⁄2 giờ (ví dụ: bãi cạn Nantucket).
Ngoài thủy triều đại dương, các hồ lớn cũng có thể chịu các thủy triều nhỏ và thậm chí các hành tinh cũng có thể chịu triều khí quyển và triều Trái Đất rắn. Đây là những hiện tượng cơ học liên tục. Hai hiện tượng đầu tiên diễn ra trong các chất lưu. Hiện tượng thứ ba ảnh hưởng đến lớp vỏ rắn mỏng của Trái Đất bao quanh phần bán lỏng bên trong của nó (với nhiều thay đổi khác nhau).

### Thủy triều hồ
Các hồ lớn như Superior và Erie có thể chịu các thủy triều cao 1 đến 4 cm (0,39 đến 1,6 in), nhưng chúng có thể bị che giấu bởi các hiện tượng do khí tượng gây ra như triều giả. Thủy triều trong hồ Michigan được mô tả là 1,3 đến 3,8 cm (0,5 đến 1,5 in) hoặc 4,4 cm (1+3⁄4 in).
Nó nhỏ đến mức các tác động lớn hơn khác che lấp hoàn toàn bất kỳ thủy triều nào, vì vậy những hồ này được coi là không thủy triều.

### Triều khí quyển
Triều khí quyển là không đáng kể ở mặt đất và các độ cao hàng không, bị che lấp bởi các tác động quan trọng hơn nhiều của thời tiết. Triều khí quyển có nguồn gốc là cả hấp dẫn lẫn nhiệt và là động lực chi phối ở độ cao khoảng 80 đến 120 kilômét (50 đến 75 mi), còn trên mức đó thì mật độ phân tử trở nên quá thấp để hỗ trợ hành vi của chất lưu.

### Triều Trái Đất
Triều Trái Đất hoặc triều đất rắn ảnh hưởng đến toàn bộ khối lượng Trái Đất, hoạt động tương tự như một con quay hồi chuyển lỏng với lớp vỏ rất mỏng. Lớp vỏ Trái Đất dịch chuyển (vào/ra, đông/tây, bắc/nam) để phản ứng lại lực hấp dẫn của Mặt Trăng và Mặt Trời, thủy triều đại dương và phụ tải khí quyển. Mặc dù là không đáng kể đối với hầu hết các hoạt động của con người, nhưng biên độ bán nhật triều của triều đất rắn có thể đạt khoảng 55 xentimét (22 in) tại xích đạo – trong đó 15 xentimét (5,9 in) là do Mặt Trời – và điều này là quan trọng trong hiệu chuẩn GPS và các đo đạc VLBI. Các đo đạc góc thiên văn chính xác đòi hỏi kiến thức về tốc độ tự quay của Trái Đất và chuyển động địa cực, cả hai đều chịu ảnh hưởng của triều Trái Đất. Bán nhật triều M2</ sub> của triều Trái Đất gần như cùng pha với Mặt Trăng với độ trễ khoảng 2 giờ.

### Triều thiên hà
Triều thiên hà là các lực thủy triều do các thiên hà tác động lên các ngôi sao bên trong chúng và các thiên hà vệ tinh quay quanh chúng. Các tác động của triều thiên hà đối với đám mây Oort của Hệ Mặt Trời được cho là gây ra 90% các sao chổi chu kỳ dài.

## Con người dựa vào thủy triều
Người xưa, sống bao đời gần sông và biển. chủ yếu là họ tính theo con nước, theo chu kì của nó (nước triều lên và nước triều xuống) và vì thế chính là nhờ vào hiện tượng thủy triều, nên con người sống ở thời đó đã biết cách bắt hải sản như tôm, cua, cá...
Thủy triều còn đóng góp một phần lớn là làm nên các chiến thắng trên sông Bạch Đằng vào năm 938 của Ngô Quyền trước quân Nam Hán và năm 1288 của nhà Trần trước quân Nguyên-Mông. Cho đến ngày nay thì con người đã biết sử dụng thủy triều để phục vụ cho công nghiệp (như sản xuất điện), ngư nghiệp, như trong đánh bắt hải sản, và khoa học, như nghiên cứu thủy văn.

## Thủy triều và danh từ trong tiếng Việt
Vào chu kỳ khi nước triều dâng lên hoặc xuống, ngày mực nước lên cao nhất là nước phát tức là nước lớn tuần trăng mới. Ngày mực nước không dâng mấy (khoảng 15 ngày sau nước phát) là nước sính, tức là nước lớn tuần trăng rằm.